# Saison 1 de Power Book II: Ghost
Chronologie
Saison 2
Cet article présente les épisodes de la première saison de la série télévisée américaine Power Book II: Ghost.

## Généralités
- Aux États-Unis, cette saison a été diffusée du 6 septembre 2020 au 3 janvier 2021 sur Starz.

## Synopsis
La série commence 48 heures après l'épisode finale de Power.
Cette saison reprend peu après les événements bouleversants de Power et suit Tariq St. Patrick alors qu’il se débat entre sa nouvelle vie à l'université et son désir de se libérer de l’héritage paternel tout en faisant face à la pression croissante de sauver sa famille dont sa mère Tasha, accusée du meurtre commis par son fils. Sans parler de la rigueur académique que lui impose ses professeurs de l’université de Stansfield. Seul pour la première fois de sa vie, Tariq est obligé de partager son temps entre les cours et les petits boulots pour pouvoir payer Davis Maclean, l’avocat de la défense avide de renommée, étant le seul espoir pour Tasha de sortir de prison et d’échapper aux poursuites du nouveau procureur Cooper Saxe. Sans meilleures options, Tariq se tourne vers une activité familière : le trafic de drogue et se frotte à une famille dangereuse dirigée d’une main de maître par Monet Stewart Tejada. Tariq tente de trouver un équilibre entre son commerce illégal, ses notes, sa vie amoureuse et sa famille.

## Distribution

### Acteurs principaux
- Michael Rainey Jr. (VFB : Thibaut Delmotte) : Tariq St. Patrick
- Shane Johnson (en) (VFB : Nicolas Matthys) : Cooper Saxe
- Naturi Naughton (VFB : Cécile Florin) : Tasha St. Patrick
- Gianni Paolo : Brayden Weston
- Mary J. Blige : Monet Stewart Tejada
- Woody McClain : Lorenzo « Cane » Tejada Jr.
- Method Man : Davis MacLean
- Lovell Adams-Gray : Dru Tejada
- LaToya Tonodeo : Diana Tejada
- Justin Marcel McManus : Jabari Reynolds
- Paige Hurd : Lauren Baldwin
- Melanie Liburd : Caridad « Carrie » Milgram
- Daniel Bellomy : Ezekiel « Zeke » Cross
- Quincy Tyler Bernstine (VFB : Laurence César) : Tameika Washington

### Acteurs récurrents
- Larenz Tate (VFB : Gauthier de Fauconval) : Rashad Tate
- Alix Lapri : Effie Morales
- Monique Gabriela Curnen : Blanca Rodriguez
- Shalim Ortiz : Danilo Ramirez
- Debbi Morgan : Estelle Green
- Paris Morgan : Yasmine St. Patrick
- Victor Garber : Simon Stern
- Marcus Anderson Jr. : Lil Guap
- Bradley Gibson : Everett Neal
- Berto Colón : Lorenzo Tejada
- Sherri Saum : Paula Matarazzo
- Andrea Lee Christensen : Riley Saxe-Merchant
- Cory Jeacoma : Trace Weston
- Brandi Denise Boyd : Epiphany Turner
- Keisha LightSkin : BruShandria Carmichael
- Mark Feuerstein : Steven Ott
- Brittani Nicole Tucker : Chelle
- Jackie Long : Rico Barnes

Invités
- Paton Ashbrook : Jenny Sullivan
- Sung Kang (VFB : Frédéric Meaux) : John Mak
- Abubakr Ali : Sebastian « Bash » Kumal-Stern
- Donshea Hopkins (VFB : Laetitia Liénart) : Raina St. Patrick
- Michael J. Ferguson : 2-Bit
- Elizabeth Rodriguez (VFB : Mélissa Windal) : Paz Valdes
- Geoffroy Owens : Daniel Warren
- Joseph Sikora (VFB : Simon Duprez) : Thomas Patrick « Tommy » Egan

## Liste des épisodes

### Épisode 1:L'Étranger
- États-Unis : 6 septembre 2020 sur Starz

- Paton Ashbrook : Jenny Sullivan
- Sung Kang : John Mak

Tariq St. Patrick se réveille et voit un message de Simon Stern qui demande à le voir. Il se prépare et part de sa nouvelle chambre à l'Université de Stansfield. En même temps, Tasha St. Patrick arrive en prison et se fait accompagnée par la garde Gwen Meredith qui se moque d'elle car elle n'a pas la carrure pour faire de la prison.
Tariq rejoint sa grand-mère Estelle Green et sa petite-sœur Yasmine devant le tribunal qui lui demandent de venir habiter chez eux mais Tariq refuse, disant que sa mère veut qu'il aille à Stansfield. L'avocate Tameika Washington arrive et se présente aux St. Patrick comme étant l'avocate de Tasha. Tameika leur explique que Tasha va plaider la légitime défense pour le meurtre de James St. Patrick, ce qui pourrait réduire sa peine de prison, voire l'annuler. Une fois dans le tribunal, l'avocate adverse Jenny Sullivan accuse Tasha de meurtre au premier degré, disant que le meurtre a été préparé étant donné qu'elle avait un bouc émissaire pour l'accuser du meurtre. Finalement, malgré la défense de Tameika, la juge envoie Tasha en détention sans caution, ce qui fait pleurer Estelle. Après ça, Jenny Sullivan retrouve Tameika et Tasha et leur propose de plaider coupable pour obtenir une peine de 5 ans, ce que Tameika refuse. Tameika montre alors à Jenny les photos des meurtres pour lesquels James a été suspecté et dit que Tasha aurait surement fini comme ces corps, étant en danger avec James. Tameika menace alors Jenny Sullivan de montrer au jury les photos si elle ne présente pas de meilleur accord.
Tariq arrive dans le bureau de la doyenne de l'Université de Stansfield et y trouve Simon Stern qui lui fait immédiatement la remarque sur son retard. La doyenne lui explique alors qu'il va être le tuteur d'un élève basketteur nommé Ezekiel Cross et qu'ils seront aussi colocataires. Les deux adultes font comprendre à Tariq que s'il n'aide pas Ezekiel ne s'améliore pas en cours, Tariq ne reste pas à Stansfield. En sortant du bureau, Tariq rencontre une autre élève du nom de Lauren qui l'aide à trouver la salle de sa conseillère éducative. Tariq apprend que Lauren est dans la classe d'Etudes Classiques et que la diversité manque à l'université, n'ayant juste que 4 élèves noirs dans sa classe.
Tariq arrive dans le bureau de sa conseillère Caridad Milgram qui lui parle de ce que c'est d'être une minorité dans un lieu public. Lorsque Mme Milgram mentionne ses problèmes familiaux, Tariq dévie la conversation sur la matière qui pourrait le diplômer au bout de 3 ans, les Etudes Classiques. Mme Milgram dit que la matière est d'un niveau assez compliquée et que la plupart des élèves échouent sur cette matière. Voyant qu'il est déterminé à rejoindre cette classe, elle lui explique que pour pouvoir être accepté, il doit passer un oral sur un livre, l'Étranger d'Albert Camus.
Au même moment, Tameika annonce à Tasha qu'elle peut la faire sortir de prison avec 4 ans de liberté conditionnelle mais pour cela, elle doit connaître tous les détails sur la mort de James St. Patrick pour construire une défense. Tameika se met à lui poser des questions mais Tasha ne veut rien lui dire. Elle comprend alors qu'elle a un complice et demande son nom. A force de réfléchir, Tameika comprend que c'est Tariq qui a tué son père et Tasha décide de la virer pour garder le secret, ce qui laisse Tameika dans la confusion. Après ça, Tameika avertit Tariq qu'elle vient de se faire virer par Tasha car elle protège quelqu'un. Elle lui annonce qu'ils vont donc avoir besoin d'un nouvel avocat. Plus tard, Tariq trouve l'avocat Davis Maclean et va le voir en plein procès. Ce dernier a l'air assez convaincant et ça plaît à Tariq. Après son procès, Tariq demande à l'engager mais Davis refuse. Après que Tariq insiste, Davis lui dit qu'il acceptera s'il lui donne 500 000 $ en liquide.
Tariq se rend ensuite chez sa grand-mère et y cherche la liste des clients de la garderie de Tasha. En même temps, Estelle veut le convaincre de parler à un professionnel pour exprimer ses émotions mais il refuse et dit qu'il doit se concentrer sur les études pour pouvoir toucher l'héritage le plus vite possible et les aider financièrement elle et sa sœur Yasmine. Tariq reçoit ensuite un appel de sa mère depuis la prison qui lui donne de ses nouvelles. Une fois seuls, Tasha demande à son fils de lui promettre de se concentrer sur les études au lieu d'essayer de les aider, ce qu'il fait. Mais en réalité il n'a pas l'intention de la laisser en prison. Après l'appel, Tariq trouve le nom d'Epiphany Turner.
Caridad Milgram essaye d'inscrire Tariq aux cours d'études classiques mais son collègue et récemment ex-petit ami Jabari Reynolds refuse car les inscriptions sont déjà closes et de plus, Tariq est déjà riche donc il n'aurait pas besoin de cette matière en plus d'après lui. Après avoir insisté, Jabari accepte de rencontrer Tariq, malgré son retard sur les autres élèves. Tariq retrouve Epiphany devant son strip-club qui accepte de retravailler avec lui, à condition de trouver ses propres produits. Tariq retourne à l'université et voit son ami Brayden Weston du lycée Choate dans sa chambre. Brayden et Tariq retrouvent très vite leur amitié perdue à cause de leur séparation à Choate. Brayden espère qu'ils redeviennent amis comme avant. Par la même occasion, il apprend que Brayden est toujours en contact avec Effie. Tariq part ensuite lui rendre visite à Yale et lui demande de la drogue pour la vendre. Effie comprend que Tariq est toujours rancunier sur le fait qu'elle l'ait fait viré de Choate mais Effie répond qu'elle en avait besoin pour ses études, ce que Tariq peut comprendre. Tariq lui demande alors si elle l'a vraiment appréciée, ce qu'elle confirme. Effie lui donne ensuite sa drogue pour se faire pardonner et Tariq part.
Le lendemain, Tariq se réveille en sursaut, réalisant qu'il n'a pas fini de lire le livre et surtout qu'il est en retard pour son oral. Une fois arrivé, Tariq rencontre les autres professeurs Jabari Reynolds et Oliver Simmons. Tariq commence à répondre aux questions de ses professeurs mais ils réalisent vite qu'il n'a pas fini le livre, ce qu'il finit par avouer de lui-même. Une fois Tariq partis, les professeurs Reynolds et Simmons se mettent d'accord pour dire que c'était une perte de temps mais Reynolds dit qu'il ne va peut être pas recaler Tariq car il a du courage et c'est ce qu'il cherche dans ses élèves. Caridad essaye aussi de le défendre, disant qu'il est très occupé avec tous ses problèmes familiaux et de plus, il n'a eu le livre que hier. Caridad demande alors une autre chance, ce qu'ils acceptent.
En prison, Tasha rencontre son avocate commis d'office qui est très maladroite. Jenny Sullivan arrive à son tour et montre les preuves que Tasha n'a pas pu tirer sur James car elle est trop petite. Jenny dit qu'elle peut faire 15 ans si elle plaide le crime organisé. Mais si elle ne donne pas le nom de son complice, elle pourrait avoir plus. Tasha donne alors le nom d'Andre Coleman. Au quartier général du FBI, l'agent Cooper Saxe est accueilli par John Mak et Steven Ott, un membre du comité démocrate. Steven veut s'assurer que certains moments de la vie de James St. Patrick lors du procès de Tasha qui pourrait en divulguer quelques parties. John Mak et Steven Ott disent donc à Cooper Saxe qu'ils ont l'intention d'accuser Tasha d'être une "baronne de la drogue". Saxe refuse, disant qu'elle était certes une complice mais pas le cerveau de l'organisation. John Mak menace alors Saxe de lui retirer son travail s'il n'accepte pas.
Cooper arrive chez ses parents pour un dîner avec sa famille qu'il n'a pas l'air d'apprécier. Ils en profitent pour le charrier en l'appelant Nancy, qui est son surnom dans la famille. La famille félicite Cooper pour sa promotion. Une fois tout le monde parti, Cooper se retrouve avec son frère qui lui dit qu'il va surement perdre son travail, qui va faire honte à la famille et salir le nom des Saxe. Tariq entre avec ses affaires dans sa chambre lorsqu'il voit deux personnes en plein ébat sexuel. L'homme qui est "occupé" comprend qu'il s'agit de Tariq et ce dernier comprend qu'il s'agit d'Ezekiel, son colocataire. Après "avoir terminé", Ezekiel, qui se fait surnommer Zeke, amène Tariq dans une fête qui est organisé par sa famille en son honneur pour son entrée à l'Université de Stansfield. En même temps, il lui demande de faire son devoir sur le livre Moby Dick, ce qu'il accepte.
En entrant, Zeke se fait accueillir comme une star. Après son entrée fracassante, Tariq rencontre Dru et Diana Tejada, les cousins de Zeke qu'ils considèrent comme des frères/sœurs. Tariq a l'air intéressé par Diana et ça a l'air réciproque. Juste après, il voit leur grand frère Cane, qui finit par se battre avec quelqu'un pour une fille. La tante Monet arrive pour arrêter l'embrouille mais une bagarre démarre et Cane gagne. Monet et Cane comprennent que Rel part seulement chercher une arme. Après ça, Diana et Tariq font connaissance et Tariq apprend que son père, Lorenzo Tejada, est en prison. Rel revient comme prévu avec une arme mais un officier de police arrive et s'assure que tout va bien. Monet et l'agent de police s'éloignent de tous et discutent, ce que Cane remarque. Tariq quitte la soirée, ayant un rendez-vous avec Brayden et Diana le suit du regard, ce que Dru remarque.
Cooper se rend chez Tameika qui lui demande des détails sur l'affaire St. Patrick mais elle refuse. Saxe lui avoue qu'il était sur la scène du crime avec une arme et Tameika comprend que le nom de Saxe pourrait être cité si Tasha l'a vu le soir du meurtre avec cette arme. Ils savent tous les deux que Saxe est en danger. Saxe lui demande alors d'être son avocat mais Tameika refuse. Tariq rejoint Brayden au strip-club et donne la drogue à Epiphany pour qu'elle puisse vendre dans le club.
Le lendemain, Cane tue Rel en lui tirant trois balles. Monet le récupère en voiture après ça et essuie les taches de sang qu'il a sur lui. Tariq se réveille et reçoit un message de Lauren qui lui propose un café. Jenny Sullivan raconte à Saxe ce qu'il se passe dans l'affaire St. Patrick, y compris le fait que Tameika se soit faite virer. Tariq retrouve Lauren qui lui annonce que le professeure Milgram et les autres lui redonnent une chance pour son oral sur l'Étranger. Les deux donnent ensuite leur avis sur le livre que Tariq trouve ennuyant et Lauren lui dit de donner son avis sur le livre pendant l'oral. Lorsque Lauren part aux toilettes, Saxe trouve Tariq qui lui demande pourquoi Tasha n'est pas hors de prison après le deal qu'il a donné à Tameika et il en profite pour lui dire qu'il a ordonné à Tameika de prendre l'affaire. Saxe lui dit qu'ils savent que quelqu'un d'autre a tiré sur James et non Tasha et ça ne peut pas être Andre Coleman parce que son arme n'a pas été utilisé ce soir-là. Saxe dit au garçon que si Tasha veut sortir de prison, elle va devoir balancer le tireur.
Après ça, Tariq prend le téléphone de Zeke et lance un live pour annoncer que Davis Maclean va défendre sa mère pour le procès. Après l'annonce, Tariq reprend son oral et impressionne ses professeurs. Les professeurs décident de le prendre dans la matière. Tariq retrouve Davis Maclean et lui donne 50 000 $. Maclean accepte alors de travailler avec lui. Tariq révèle que le procureur est au courant que Tasha est innocente, ce qui confond Davis car Tasha devrait déjà être sortie de prison. Tariq lui explique alors qu'elle doit révéler le nom de son complice pour sortir de prison. Il finit par dire à Davis de dire à Tasha de dire la vérité pour pouvoir sortir.
En prison, Davis rencontre Tasha et lui dit qu'elle peut faire 3 ans de conditionnelle si elle dit la vérité au tribunal. Mais Tasha ne dit rien. Davis fait alors passer le message à Tasha, ce qui la surprend. Arrivé le jour du procès, Tasha révèle que la personne qui a tué James St. Patrick est Tommy Egan car elle lui a demandé. Après ça, sous la demande de Steven Ott, Jenny Sullivan abandonne les charges de meurtres au premier degré contre Tasha pour permettre à Cooper Saxe de l'arrêter pour meurtre en vertu de la loi contre les narcotrafiquants et statut de baronne de la drogue. Pour les charges en plus, Davis annonce à Tariq qu'il lui doit maintenant 450 000 $.
- L'épisode se déroule 48 heures après l'épisode finale de la sixième saison de Power.
- L'épisode, qui a réuni 680 000 téléspectateurs est l'épisode qui a obtenu le meilleur audimat de la saison.

### Épisode 2:De trop grandes espérances
- États-Unis : 13 septembre 2020 sur Starz

- Sung Kang : John Mak
- Paton Ashbrook : Jenny Sullivan

Davis Maclean, accompagnée de son enquêtrice Paula Matarazzo, retrouve Tasha qui leur demande des explications à propos de l'accusation de "baronne de la drogue", sorti au tribunal. Un titre appartenant à James St. Patrick, qu'elle avoue être Ghost, et Tommy Egan. Elle avoue aussi qu'elle les a aidé à blanchir leur argent mais sans plus. Davis commence à douter du fait que Tasha ait demandé à Tommy de tuer James seulement pour une querelle domestique et lui demande de lui dire la vérité à propos du meurtre de James. Davis commence alors à lui poser des questions sur l'organisation de Tommy et Ghost et Tasha finit par dire qu'elle n'est pas une baronne de la drogue et que Cooper Saxe le sait. Les 3 comprennent alors que quelque chose cloche.
À Stansfield, Tariq demande à son colocataire Zeke s'il peut venir dîner chez lui et sa tante, utilisant comme excuse que la nourriture du réfectoire n'est pas bonne, ce qu'il accepte, disant qu'il demandera à Monet si elle est d'accord. Il lui donne aussi son devoir sur Mobydick et de le lire car la professeure Milgram pose des questions à propos du livre. Après ça, Tariq arrive en retard en classe, s'assoit à côté de Lauren et le professeur Jabari Reynolds le présente à la classe. La classe parle ensuite du livre "Les Grandes Espérances" de Charles Dickens et à la suite d'une question de Lauren, le professeur Reynolds se rend vite compte que Tariq n'a pas fini le livre à nouveau et lui passe un savon. Lauren s'excuse pendant que Tariq reçoit un message de Maclean.
Plus tard, Davis retrouve Tariq qui lui annonce que sa mère est accusée d'être une baronne de la drogue, ce à quoi Tariq répond que c'est son père qui gérait l'organisation. Davis ne semble pas y croire et demande au jeune homme pourquoi Saxe s'en prendrait à Tasha, ce qu'il ignore. Davis annonce ensuite à Tariq que pour aider sa mère, il va devoir détruire l'honneur de son père pendant l'oraison lors des funérailles de James St. Patrick, montrant à tout le monde qu'il était un monstre.
Le lendemain, Brayden dit à Tariq qu'il veut revendre de la drogue comme ils faisaient à Choate et l'invite par la même occasion à la fête de son frère. Il prend sa demande en considération, disant qu'il n'y a plus de business. En revanche, il refuse son invitation à la fête, apprenant que la tante de Zeke a accepté qu'il vienne dîner. Au même moment, Monet est dans un lit avec son amant qui se trouve être l'agent Danilo Ramirez. Il lui demande à Monet pourquoi elle reste avec Lorenzo Tejada, qui a pris une sentence à perpétuité au lieu d'être pleinement avec lui et Monet y répond qu'être avec Lorenzo lui apporte une protection dans la rue, ce que lui ne peut pas lui offrir. Carrie Milgram pose des questions à Zeke sur son devoir mais il n'arrive pas à répondre et préfère la draguer et en apprendre plus sur elle, Carrie préfère ignorer ses avances. Carrie lui annonce ensuite qu'il pourra reprendre les entraînements et le basket avec l'université s'il continue à bien travailler.
Après avoir reçu un message de sa part, Tariq est avec Simon Stern qui lui parle de l'idée de Davis Maclean, qui est de détruire l'image de James, et pense que c'est une mauvaise idée. Il lui dit qu'il doit faire un discours à l'enterrement car le procès pourrait nuire à ses entreprises mais Tariq veut aider sa mère et refuse de dire du bien de son père. Simon lui révèle alors que s'il détruit son père au tribunal, ça pourrait les endetter financièrement. Davis et Paula Matarazzo continuent de parler de l'affaire St. Patrick et n'ont pas l'air de croire la mère et le fils. Cependant, Davis sait qu'elle ne peut pas être une baronne de la drogue car elle ferait toujours passer ses enfants avant tout, ce que Paula ne croit toujours pas et pense que Tasha était au courant de la double vie de James. Ils doivent donc prouver que Saxe sait la vérité, ce qui pourra faire libérer Tasha de prison. En même temps, Cooper Saxe essaye de prouver à John Mak et Steven Ott que Tasha n'était pas la baronne de la drogue mais ils ne le croient pas et demandent une preuve qui l'innocente, ce que Saxe n'a pas. Ils continuent à penser qu'elle était la cheffe qui donnait les ordres à James et Tommy Egan et Steven est décidé à faire incarcérer Tasha vu que Tommy a décampé et James est mort.
Tariq rend visite en prison à sa mère en prison qui pense qu'il ne faut pas rejeter l'autre de Simon Stern trop vite, mais Tariq ne sait pas quoi faire et s'il acceptait de parler à l'enterrement, il ne saurait pas quoi dire. Les deux décident donc que Tasha fasse l'éloge à sa place. Cooper Saxe demande à l'agent Marcos Garza d'être son enquêteur en chef pour l'affaire St. Patrick, ce qu'il accepte après un dur débat. Caridad convoque Tariq dans son bureau pour lui parler de ses difficultés. Elle lui dit qu'elle comprend car il traverse une période difficile et lui propose son aide s'il a besoin de parler mais Tariq refuse et en profite pour dire qu'il pense que le professeur Reynolds ne l'aime pas.
Caridad se rend ensuite dans le bureau de Jabari et lui parle de Tariq et de ses émotions refoulées, mais il lui fait clairement comprendre qu'il n'en a rien à faire. Carrie propose alors de faire une veillée pour James St. Patrick dans la cour de l'université, ce que Jabari refuse, disant que Tariq n'a clairement pas besoin de cela. Carrie pense que ça serait une bonne idée car ça le forcerait à affronter ses émotions, mais Jabari lui dit de respecter ce que Tariq veut. Les deux commencent alors à mentionner leur ancienne relation en se disputant et finissent par faire l'amour dans le bureau. Carrie retrouve une de ses amis dans un restaurant et lui parle de ce qu'il vient de se passer. Elle lui dit qu'elle pensait avoir tourné la page avec lui mais elle commence à se demander s'il n'est pas son âme-sœur, une idée que son amie lui retire vite de la tête. Elle lui donne alors le conseil de s'éloigner de lui et de ne jamais se retrouver dans la même salle que lui seuls. On apprend par la même occasion que Jabari a écrit un livre sur la vie de Carrie sans sa permission.
Tariq est chez les Tejada et parle de ses cours lorsqu'un homme qui semble être leur oncle entre et leur annonce qu'il vient de sortir de prison, 2 ans avant sa sortie initiale. L'homme qui semble s'appeler Frank lâche des informations compromettantes devant tout le monde, ce qui oblige Monet à mettre fin au dîner. Cane raccompagne Tariq à l'Université et il fait comprendre à Tariq qu'il doit garder ce qu'il vient de se passer secret et Tariq lui révèle que Frank est une balance car personne ne sort plutôt que sa sortie initiale sans révéler des informations, surtout sans prévenir personne. Tariq lui assure qu'il ne va rien dire et qu'il est dans le même camp que lui et sa famille. Cane semble convaincu et le ramène au campus.
Jabari se rend dans la cour de l'établissement et voit que Carrie n'a pas écouter et a quand même fait la veillée. Brayden arrive et essaye de mettre fin à ce spectacle avant que Tariq arrive, mais trop tard. Carrie essaye de forcer Tariq à dire quelque chose mais il ne dit rien et demande à Brayden de l'amener à la fameuse fête. Chez les Tejada, Diana et Monet parlent du retour de Frank et Cane arrive et leur révèle que Frank est un bien une balance, ce que confirment ce que les deux femmes pensaient. Monet demande à Cane de s'occuper de lui. Après ça, Monet demande à Zeke d'enquêter sur Tariq et d'apprendre des choses sur lui.
Brayden et Tariq arrivent à la fête mais le grand frère de Brayden, Trace Weston, ne veut pas les laisser rentrer. Un des amis de Trace, Scott, reconnaît Tariq et leur demande de rester car l'affaire judiciaire de ses parents le rend célèbre et cool. Après ça, la police arrive et demande à mettre fin à la fête mais Trace refuse et se montre agressif avec l'agent de sécurité, jusqu'à lui mettre un coup de poing. Trace se fait plaquer au sol par la sécurité mais Brayden vient sauver son grand frère et dit aux agents qu'ils sont de la famille Weston, ce qui les obligent à le relâcher. En prison, Tasha entend la garde Gwen Meredith parler à une autre détenue qui a besoin d'un pilule du lendemain. Davis Maclean parle avec un juge en présence de Cooper Saxe et Steven Ott pour lui annoncer que Saxe utilise le bureau du procureur pour mettre de fausses accusations sur Tasha.
Le lendemain, la famille St. Patrick se rend à la cérémonie d'enterrement de James St. Patrick, remplie de personnes inconnues. Ils voient aussi Rashad Tate saluer la foule et se mettre en lumière devant les caméras pour se donner bonne image. Davis et Paula arrivent et annoncent à Tariq que Tasha va faire l'éloge. Une fois Tasha arrivée, Saxe et Ott les obligent à faire parler Tariq au lieu de Tasha. Avant qu'il monte sur l'estrade, l'oncle de James, Gabe vient lui présenter ses condoléances. Sur l'estrade, Tariq ne dit que du bien de son père et se met même à pleurer. À la fin de l'enterrement, Tasha demande une pilule du lendemain à son fils.
Avec le juge, Davis Maclean convoque Jenny Sullivan pour témoigner contre Saxe et son témoignage met Saxe dans un plus profond pétrin. Pour se défendre, Cooper Saxe appelle l'agent Blanca Rodriguez qui lui sauve la mise et les accusations d'abus de pouvoir sur Saxe sont abandonnées et espère qu'il le battront. Une fois Saxe parti, Rodriguez avoue à Davis et Paula que Saxe est un policier corrompu. En même temps, Cane tue Frank Tejada et démembre le corps pour pouvoir le cacher dans des barillets que Dru fera disparaître. Le soir, à l'Université, Diana se rend dans la chambre de Tariq et Tariq demande à la jeune femme de passer une pilule en prison à Tasha, ce que cette dernière va rapporter à Monet qui peut s'en occuper. Lorsque Tasha arrive dans sa cellule, elle trouve la pilule dans un livre cachée avec un téléphone. Elle prend le téléphone et appelle le seul numéro qui appartient à un téléphone jetable de Tariq.
- Dans la dernière scène de l'épisode, Danilo Ramirez parle de Frank Tejada à Monet. Cependant, Danilo l'appelle Frank Castillo et Frank est créditée comme "Tejada" et non Castillo. Il y a donc une incohérence de la part des scénaristes.

### Épisode 3:Jouer le jeu!
- États-Unis : 20 septembre 2020 sur Starz

Dru et Cane Tejada se baladent dans la ville et ramassent l'argent du trafic. Une fois rentrés chez eux, leur petite sœur Diana les accueille en leur parlant du gang des GTG qui postent des vidéos d'eux avec de l'argent et de la drogue, ce qui pourrait incriminer les Tejada si la police vient les arrêter. Cane veut leur faire comprendre qu'ils doivent arrêter leur spectacle par la violence mais Monet arrive et décide de s'en occuper. En prison, Davis Maclean et Tasha St. Patrick se disputent à nouveau au sujet de la vérité. Davis veut savoir si elle a tué Terry Silver mais Tasha affirme à Davis et Paula Matarazzo que James l'a tué par jalousie pour sa relation avec lui. Tasha propose alors de venir à la barre pour la laisser raconter sa version de la vérité avec un jury de mères de famille qui la comprendrait. Davis accepte à la grande surprise de Paula qui lui dit que si elle passe vraiment à la barre, le contre-interrogatoire la détruira, ce que Davis sait.
Tariq arrive à nouveau en retard en cours d'études littéraires et Mr. Simmons lui en fait la remarque. Après plusieurs questions posés à Tariq sur le livre l'Apologie de Socrate, Simmons lui annonce qu'il va être retiré des études littéraires, ne le jugeant pas apte à suivre la matière. Pour se défendre, Tariq évoque un point du livre qui intéresse professeur Reynolds et le professeur Simmons aussi. Après le cours, Tariq se plaint à Lauren qui lui conseille d'arrêter de lui répondre à chaque fois qu'il le provoque. Tariq accepte ensuite la proposition de Brayden pour vendre de la drogue ensemble. Tariq retrouve Brayden et Tariq dit à Brayden qu'il doit se procurer de fausses ordonnances pour des médicaments pour qu'ils puissent tous les deux en vendre, ce que Brayden accepte.
En prison, Tasha donne la pilule à une détenue nommée Laila qui se montre hostile avec elle. La garde Gwen Meredith les voit discuter ensemble et ça ne lui plaît pas. On voit aussi qu'un garde est un allié de Lorenzo Tejada et lui montre une photo de Tasha en train de donner la pilule à une autre détenue. Lorenzo pensait que Tasha couchait avec un garde mais cette idée lui sort finalement de l'appel. Il reçoit ensuite un appel de Monet qui lui parle du gang GTG et de son chef Lil Guap. Lorenzo lui dit de ne pas s'occuper d'eux mais Monet lui dit qu'il faudrait arrêter de les approvisionner au cas où ils se font arrêter et qu'ils balançant les Tejada, ce qu'il refuse. Lorenzo dit à Monet d'envoyer Dru lui parler. Monet annonce la mission à Dru, ce qui ne convainc pas la fratrie Tejada qui est persuadé que Lil Guap ne l'écoutera pas. Après Diana et Dru partis, Monet dit à Cane qu'il va devoir veillé sur son frère secrètement car Lorenzo veut que Dru apprenne à se débrouiller.
Zeke donne un nouveau devoir à faire à Tariq mais il ne peut pas, ayant aussi un devoir à faire. Tariq lui demande en échange de demander à sa tante sa permission pour pouvoir sortir avec Diana, ce que Zeke pense perdu d'avance. Tasha se fait emmener par Paula Matarazzo pour qu'elle puisse se préparer pour sa fausse audience. Une fois dans le tribunal, Davis Maclean explique à Tasha qu'un faux procès aura lieu pour pouvoir l'entraîner et préparer ce qu'elle va dire devant le vrai jury et vrai juge. En même temps, Diana essaye de convaincre sa mère d'aller à l'Université et jouer du basket mais Monet ne veut pas, car ça n'aiderait pas la famille. Elle en profite aussi pour dire à Diana qu'elle ne veut pas de Tariq près de sa famille car il peut être dangereux. Juste après ça, Tariq rejoint Diana et Monet mais Monet ignore le jeune homme. Une fois Monet partie avec le coach de Zeke, Diana avoue à Tariq que le gang GTG met la famille en danger avec leurs vidéos sur Internet, ce qui la rend tendu. En même temps, Monet apprend que Zeke ne va pas jouer car ses notes ne sont pas assez hautes. Après Tariq parti, Diana appelle son père et lui demande un service.
Epiphany arrive chez Scott, un vendeur de drogue à Stansfield, et met ses talents de stripteaseuse en action pour pouvoir le retenir pendant que Tariq fait quelque chose. Elle simule alors un appel téléphonique devant lui pour gagner du temps. Dru arrive à la plaque du gang GTG, avec Cane qui le surveille de loi. Dru arrive et rencontre le chef des GTG, Lil Guap. Rapidement intimidé par Lil Guap, Dru le complimente sur la manière dont il gère le business, n'étant pas du tout le but de sa venue. Dru prend son courage à deux mains et dit à Lil Guap d'arrêter les vidéos sur Internet, sous la demande de Monet, ce qu'il n'a pas l'air d'apprécier. La rencontre tourne vite à la confrontation mais Cane arrive et les interrompt. Dru décide de partir avec Cane mais ce dernier reste et tire 3 balles pour intimider le gang GTG. Les coups de feu attirent la police qui voient Cane et Dru sortir ensemble et un officier se met à les poursuivre. L'autre officier, qui est encore dans la voiture, est Danilo Ramirez et arrive à faire partir le policier qui allait se faire tuer par Cane.
Après le match, lors d'une conférence de presse, Zeke se fait questionner sur son retour dans l'équipe de basket et Zeke révèle qu'il reviendra pour le prochain match, ce qui n'était pas prévu. Danilo arrive chez Monet et lui raconte ce qu'il vient de se passer et lui révèle aussi que les vidéos du gang GTG ont été remarqués par les forces de l'ordre. Danilo lui propose alors de mettre son business en pause car les GTG les mettent en danger face à la police mais Monet refuse. Juste après, elle reçoit un message de Lorenzo qui lui dit de venir le voir.
À Stansfield, Tariq et Brayden comptent l'argent qu'ils ont gagnés et Brayden propose à Tariq de vendre plus pour rapporter plus. Le faux procès de Tasha continue et elle doit maintenant subir le contre-interrogatoire. Pour ça, ils font appel à Tameika Robinson qui arrive vite à la discréditer aux yeux du faux jury. Finalement, la totalité du faux jury l'a reconnu coupable. Après le faux procès, Davis Maclean propose à Tameika de rejoindre leur équipe d'avocat pour défendre Tasha mais elle refuse. Tameika dit que Tasha ne pourra pas être reconnu non-coupable car elle en sait trop et leur propose d'aller quémander un autre accord. Après Tameika partie, Paula dit à Davis que c'est le moment de lacher l'affaire car Tasha ira en prison mais Davis répond que ce n'est pas le moment d'abandonner car le procès est fortement lié à Cooper Saxe.
Lors de la visite en prison, Lorenzo critique la manière dont Monet gère le business, disant que ça ne marche pas. La conversation dérive sur Dru qui n'arrive toujours pas à se débrouiller seul. Lorenzo doit préparer Dru à être le prochain chef de l'organisation car Cane est imprévisible et Diana devrait aller à l'Université car elle n'est pas faite pour ce monde. Monet comprend alors que c'est Diana qui a parlé de ses plans d'études à son père. Lorenzo demande à Monet de laisser Diana partir et faire abstraction de son attachement pour elle. Après le cours d'études littéraires, Tariq voit qu'il a eu une mauvaise note sur son dernier devoir. Il part alors demander des explications au professeur Jabari Reynolds qui lui répond qu'il a eu une mauvaise note car il n'a pas respecté la consigne et a fait le devoir dans le sens du professeur Simmons pour avoir une bonne note et ne pas avoir d'ennui. Jabari voulait que Tariq défende son point de vue à lui sur le livre et qu'il soit sincère dans ce devoir, ce qu'il n'a pas fait. Jabari lui dit d'être authentique.
Monet arrive chez elle et confronte ses deux fils à propos de la fusillade chez les GTG. Elle leur passe un savon pour presque s'être fait arrêter par la police et le désordre qu'ils ont causés. Après les deux fils partis, Monet confronte Diana pour avoir utilisé son père pour qu'elle fasse pression à Monet afin qu'elle puisse aller à l'Université. Elle refuse toujours que Diana aille à l'école. Plus tard, elle trouve le téléphone prépayée de Diana et le détruit. A l'Université, Tariq demande un service à Zeke après qu'il n'ait pas fait son devoir. Au même moment, Carrie surprend Jabari en train de coucher avec une élève.
Monet arrive dans la chambre de Zeke et Tariq demande à Monet de s'associer pour vendre de la drogue sur le campus. Monet accepte à condition que Tariq change de chambre car elle ne veut pas que Zeke soit mêlé au business. Monet propose un autre rendez-vous à Monet pour qu'ils puissent confirmer leur association. Tariq emménage ensuite chez son meilleur ami Brayden.

### Épisode 4:Le Prince
- États-Unis : 27 septembre 2020 sur Starz

- Abubakr Ali : Sebastian « Bash » Kumal-Stern
- Sung Kang : John Mak

Tariq reçoit un appel de Monet qui lui donne ses conditions pour travailler avec lui. Tariq se rend ensuite dans le bureau du mari de Simon Stern, Sebastian Kumal-Stern, surnommé Bash et lui présente son application "CorrigeTesCours", qui aiderait les élèves de son université à recevoir de l'aide pour leur devoir et la correction de ce devoir. Bash et Tariq se mettent d'accord pour que Bash reçoivent 5% des bénéfices. Après être sorti du bureau, Tariq reçoit un appel de Tasha qui lui dit de se trouver un pistolet pour se protéger, ce que Tariq ne comprend pas. Elle lui révèle aussi qu'elle est au courant qu'il vend de la drogue pour trouver l'argent nécessaire pour la défendre. Tariq esquive le Tasha lui dit de trouver une des cachettes que son père avait dans toute la ville, ayant des armes à l'intérieur.
En cours, le professeure Milgram annonce que le programme de bourse est ouvert et le gagnant remportera un séjour à Washington pour un stage. De plus,, le stage faciliterait la réception du diplôme en 3 ans, ce qui commence à intéresser Tariq. A la fin du cours, Lauren part voir le professeur Reynolds et lui donne rendez-vous avec ses parents pour un dîner pour parler des qualités recherchées dans un futur boursier et Jabari accepte, ce qui rend jaloux Carrie. Tariq se dévoue aussi pour venir en parler au dîner, ce que Lauren accepte. Monet et Cane Tejada confrontent les GTG à propos de leurs débandades récentes mais la confrontation part vite à la dérive lorsque Lil Guap insulte Monet. Cane défend sa mère en défigurant le GTG de toutes ses forces, ce qui effraie le reste du gang. Après ça, Monet félicite son fils.
À Stansfield, Brayden s'inquiète car le principal vendeur de l'établissement cherche qui vend sur son territoire pour le frapper mais Tariq essaye de lui persuader qu'il ne lui arrivera rien. Après son inquiétude passée, Tariq explique à Brayden son plan avec son application CorrigeTesCours. Il lui explique que grâce à l'application, ils vendront en vendant plusieurs services cachés sous le nom de matières :
- Maths = cannabis
- Economie = amphétamines
- Chimie = sédatifs

et autres encore. Grâce à la tchatche de Brayden, ils arrivent vite à recruter du monde pour vendre leur faux devoirs et rapidement, l'application fait le tour du campus et les deux amis se font beaucoup d'argent, ce qui rend Brayden très heureux. Grâce à l'argent, il paye Bash et Davis Maclean. Chez Maclean, Tariq lui demande des explications à Davis pour ses faux procès qui lui coûtent beaucoup d'argent et demande à passer à la barre pour défendre sa mère mais Davis refuse. Il lui dit que sa stratégie est de retirer l'affaire à Saxe et l'affaire sera plié.
En prison, Tasha se rend compte qu'elle est surveillée et pense que c'est la garde Gwen Meredith. Cependant, c'est un garde nommé Bishop qui travaille pour Lorenzo Tejada. Davis Maclean n'arrive toujours pas à convaincre la juge Larkin que Cooper Saxe ne devrait pas diriger cette affaire, cependant elle l'autorise à présenter de nouveaux témoins. Cane raconte à Diana et Dru et leur dit que Monet a viré les GTG. Monet arrive et leur annonce que leur nouvel associé est Tariq, ce qui surprend les enfants Tejada. Cane essaye de persuader sa mère que c'est une mauvaise idée mais Dru et Diana valident. Diana se dévoue pour aller trouver comment il vend la drogue à Stansfield mais Monet envoie Dru. Monet confisque aussi le téléphone de Diana, lui disant qu'elle ne peut pas lui faire confiance. Après les deux petits partis, Cane demande à sa mère pourquoi elle ne le laisse pas gérer Tariq et cette dernière répond qu'il est bon pour faire peur et qu'il doit juste écouter les ordres qu'elle lui donne.
Dru arrive dans la chambre de Tariq et Tariq comprend vite que Monet l'a envoyé. Dru et Tariq arrivent tout les deux dans la salle d'arts plastiques et Tariq demande à Dru de partir mais la professeur arrive et invite Dru à rester, ce qu'il accepte. Pendant le cours, Dru se met avec un inconnu nommé Everett pour le cours et le courant passe vite entre les deux. Dru lui montre son talent artistique et quelques regards s'échangent entre les deux. Tariq arrive alors à s'enfuir, voyant que Dru n'est plus concentré sur lui. Cooper Saxe cherche à savoir comment Tariq paye Davis Maclean et pense à le suivre en filature mais son collègue Marcos Garza refuse. Sa nièce Riley arrive dans son bureau accompagnée de deux agents. Elle s'est faite arrêter pour possession de cannabis et on voit vite que Riley est insolent avec les deux agents. L'un d'eux lui dit qu'elle aurait pu être arrêter si Cooper n'était pas un procureur fédéral et qu'elle sera inculpé pour possession de drogue. Après avoir passé un savon à la jeune fille, Cooper a alors l'idée d'envoyer sa nièce à Stansfield pour espionner Tariq. Davis Maclean convoque l'agent Blanca Rodriguez à témoigner contre Cooper Saxe mais ce n'est toujours pas suffisant pour le retirer de l'affaire lorsque ce dernier arrive à discréditer tout ce dont l'agent Rodriguez l'accuse. La juge Larkin convoque alors Rashad Tate, qui refuse de passer à la barre. Steven Ott et John Mak arrivent à le convaincre.
Tariq trouve son arme et après ça, il reçoit un appel de Brayden qui demande plus de produits car l'application explose, ce qui surprend Tariq. Il apprend par Paula Matarazzo que Rashad Tate va témoigner en faveur de Tasha. Elle lui rend aussi l'argent, lui disant qu'ils ne prennent maintenant que de l'argent par chèque ou carte bancaire. Tariq lui ment en disant que l'argent liquide vient de sa grand-mère et arrive à lui faire de la peine. Il reçoit ensuite un appel de Bash qui le félicite pour le succès de l'application. Tariq lui annonce qu'il veut recevoir l'autre moitié de l'argent en virement et Bash en profite pour augmenter sa part de 10%, ce que Tariq accepte par dépit. Dru arrive dans la chambre d'Everett et les deux finissent par s'embrasser. Cependant, ils sont interrompus lorsque Dru se fait inonder d'appels venant de Tariq. Dru part ensuite dans la salle de bain et appelle Diana, sans savoir que leur mère écoute. Dru demande alors à Diana d'apporter du produit à Tariq à l'université, ce qu'elle accepte. Une fois arrivée à l'Université, elle lui donne le matos et très vite, les deux s'embrassent, sachant que Tariq voulait sortir avec elle. Mais ils sont interrompus par Dru, qui comprend vite ce qu'il vient de ce passer.
Rashad Tate passe alors à la barre et incrimine encore plus Tasha St. Patrick, disant qu'il a menti sous la menace de cette dernière. Cependant, il défend James St. Patrick, disant qu'il était un modèle pour sa communauté. Après être rentré chez lui, Dru fait un rapport à sa mère et lui dit qu'il a plus de matos que de clients, ce qui plaît à Monet car il est discret. Monet tombe ensuite sur un dessin de Dru représentant Everett. Monet en profite pour lui direau qu'il doit faire attention à qui il fréquente, surtout au niveau de sa vie amoureuse. Carrie Milgram arrive chez les Baldwin et voit que Jabari Reynolds y est déjà. Tariq, quant à lui, arrive en retard et les parents Baldwin et Lauren lui en font la remarque. Les invités parlent alors du livre "Le Prince" de Nicolas Machiavel et les remarques de Tariq intriguent les parents. Très vite, les invités sentent un tension entre Carrie et Jabari qui se lancent des piques discrètement mais assez explicitement, ce qui rend la situation gênante. Tariq et Lauren arrivent à s'enfuir de table et Lauren parle de la pression que ses parents lui mettent sur le dos. Les deux finissent par s'embrasser mais ils se font interrompre par la venue de Malcolm, le fiancé de Lauren. Après être mis de côté, Tariq s'en va et laisse la famille avec le parfait Malcolm, adorée des parents de Lauren.
Carrie et Jabari se disputent à propos de la soirée qu'ils viennent de passer et de leurs problèmes respectifs. Crise identitaire pour Carrie et manipulateur pour Jabari. Après cette dispute, Jabari et Carrie finissent par faire l'amour à nouveau et on comprend qu'ils entretiennent une relation très toxique. Riley arrive à une soirée à Stansfield et cherche Tariq. Elle le voit et décide d'aller l'accoster mais elle le fait fuir. Elle reste alors avec Brayden qui se met à la draguer. Tariq décide de mettre Brayden à l'épreuve en envoyant Scott le confronter car il vend sur son territoire. Scott part se battre avec Brayden et il gagne la bagarre. Au même moment, on apprend que Davis Maclean couche avec Paula Matarazzo et trompe sa femme nommé Marilyn. Après leur affaire, Davis et Paua pensent à faire témoigner Tameika Robinson.
Le lendemain, Tariq apprend qu'il a réussi à faire exclure son concurrent Scott de Stansfield grâce à la bagarre. Plus tard, Lauren s'excuse à Tariq pour le quiproquo d'hier mais Tariq lui dit qu'elle n'a pas besoin de s'excuser car il a compris que Malcolm et Lauren vont se marier pour que Malcolm puisse obtenir sa carte verte. Tariq reçoit ensuite des messages de Diana et Lauren voit ces messages.
- À la 39ème minute, Tariq essaie d'entrer dans un fleuriste pour constater qu'il est fermé. Le panneau dit fermé des deux côtés.

### Épisode 5:Le cadeau des Rois mages
- États-Unis : 4 octobre 2020 sur Starz

- Donshea Hopkins : Raina St. Patrick

Tasha se réveille après avoir fait un cauchemar avec Raina le jour de son l'anniversaire. Après avoir regardé une photo avec sa famille, elle appelle son fils pour lui souhaiter joyeux anniversaire mais Tariq raccroche vite, voyant que Cane l'attend, et lui promet de venir lui rendre visite. Cooper Saxe se rend chez Tameika Washington pour la dissuader de ne pas révéler qu'il était présent le soir du meurtre de James St. Patrick, ce que Tameika refuse, étant donné qu'elle sera sous serment. Elle lui conseille d'abandonner les charges contre Tasha mais Cooper lui dit que ce n'est pas lui qui dirige l'affaire et lui dit de trouver un moyen de ne pas la faire passer devant le tribunal. Monet apprend à sa fille Diana quelques méthodes pour contrôler un homme et pour lui montre un exemple en appelant l'agent Danilo Ramirez. Elle dit à ce dernier de partir car sa venue ne lui apporte rien de nécessaire, ce qu'il ne comprend pas, disant qu'il veut juste la voir, ce qui impressionne Diana. Cane dépose Tariq chez les Tejada et les deux voient Danilo Ramirez sortir de chez eux. Tariq lui avertit que les policiers corrompus peuvent être pire que les policiers normaux, ce que Cane sait déjà. Cane lui explique alors que Danilo Ramirez leur donne des informations et couvre leurs arrières et Tariq comprend vite que l'agent Ramirez couche avec Monet. Une fois à l'intérieur de la maison, Cane, énervé, demande des explications à sa mère à propos de la venue de Ramirez mais Diana le fait sortir avant qu'il ne dépasse les limites. Une fois, Monet montre à Tariq qui le dessin peut représenter mais Tariq ne sait pas.
Tariq retrouve Cooper Saxe qui lui annonce que Tameika Washington va témoigner contre lui à son procès de réclusion mais Tariq n'en a rien à faire. Il lui annonce aussi qu'il pourrait se faire assigner à comparaître si Tameika comprend que le témoin qui a vu Saxe le soir du meurtre est Tariq et leur arrangement pourrait être compromis si ça arrive. Après ça, Tariq appelle Tasha et lui annonce qu'il fait chanter Saxe pour qu'il l'aide à sortir de prison, ce qui la surprend. Mais elle finit par lui avouer que Tameika pense que Tariq a tué James St. Patrick, ce qui surprend ce dernier. Les deux s'interrogent alors pourquoi ils ne se sont rien dit l'un à l'autre. Tasha lui dit alors qu'il ne faut pas que Tameika témoigne car ça pourrait les incriminer. Cooper Saxe retrouve sa nièce Riley et lui demande de trouver des informations sur la manière dont Tariq trouve l'argent pour payer Davis Maclean. Il apprend vite que Riley sort avec son colocataire et grâce à ça, elle lui permet d'entendre beaucoup de discussion de Tariq. Saxe lui demande alors de continuer à l'espionner et de lui faire des rapports sans parler à Tariq.
Tariq arrive à nouveau en cours et rend son devoir au professeur Jabari Reynolds qui lui demande, à cause de son retard, 25 pages d'un devoir. A la fin du cours, Tariq est retenu par son professeur qui le sermonne mais Tariq voit qu'il essaye d'agir comme un père et lui dit d'arrêter, ce qui laisse Jabari perplexe. Tasha demande à Davis Maclean de lever l'assignation contre Tameika Washington, ce qui surprend Davis car ça pourrait la sauver. Il décide de ne pas écouter sa cliente. Tariq retrouve Dru Tejada et lui informe que sa mère cherche à savoir qui est représenté sur le dessin. Après lui avoir confirmé qu'il était bien gay (ce que toute sa famille sait), il lui dit que Monet le teste pour savoir à qui il est loyal car elle considère comme l'un des leurs. Monet envoie sa fille Diana pour qu'il découvre comment il veut sa drogue, en appliquant ses conseils. Brayden part acheter de la nourriture pour une fête d'anniversaire surprise à Tariq en compagnie de Riley et cette dernière lui pose beaucoup de questions sur Tariq, ce qui l'ennuie et dit Brayden y répond qu'il a surement ses raisons. Zeke arrive dans le magasin et Brayden l'invite à la soirée de ce soir.
Jabari Reynolds montrent ses brouillons de son troisième livre à Brandon Lamont, un éditeur de livres, et ce dernier lui dit que son livre ne plairaît pas à son public qui est majoritairement blanc. De plus, si ce nouveau livre ne vend pas comme son second livre qui a été un vrai fiasco, il sera obligé de se trouver un autre éditeur. Tariq arrive dans le même restaurant et lui rend son devoir et s'excuse pour son manque de respect, lui assurant qu'il n'arrivera plus en retard. Après ça, Tariq reçoit un appel de Tasha qui lui dit qu'elle n'a pas réussi à convaincre Davis. Tariq lui dit alors que si le témoignage de Tameika peut la faire sortir de prison, il assumera les conséquences de ses actes et se rendra à la police, ce que Tasha refuse. Elle lui dit alors de la convaincre à la manière forte. Tariq se rend chez Tameika, avec une arme et lui demande de ne pas témoigner, en lui disant que Tommy Egan pourrait être une menace pour lui et pour Tasha une fois qu'elle sera sortie, ce que Tameika comprend. Tameika et Tariq se font interrompre par Davis Maclean qui demande à parler de son témoignage. Davis essaye d'entrer et Tariq s'enfuit par la porte de derrière.
Tariq arrive à l'Université et y voit la fête d'anniversaire, ce qui le déplaît fortement. De plus, Trace renverse son verre sur Tariq ce qu'il énerve encore plus. Brayden et Riley voient la réaction de Tariq et Riley en profite pour poser à nouveau des milliers de questions sur Tariq, ce qui énerve Brayden. Riley prend alors le verre de Brayden (qu'il lui a donné) et y met de la drogue pour l'endormir et se débarrasser de lui pour la soirée. Dans la salle de bain, Tariq reçoit un appel de Tasha et s'excuse de l'avoir laissé tomber mais Tasha lui dit qu'elle lui met trop de pression. Elle lui dit aussi de profiter de son anniversaire. Après avoir raccrochée, Tasha appelle Davis Maclean et lui dit qu'elle veut prendre un marché. Zeke et Dru arrivent à la soirée accompagnée de Diana qui met son plan à exécution. Tariq comprend que Monet l'a envoyé et essaye de la remballer mais Diana insiste et les deux partent au bar. Dru trouve Everett qui, lui aussi, repousse ce dernier. Dru reste dans l'incompréhension. Lauren arrive à son tour à la soirée et salue Tariq devant Diana et une tension se crée rapidement. Tariq décide de laisser Diana pour Lauren et Brayden vient donner son verre à Tariq qui le boit. Riley voit la bourde qu'elle vient de faire. Une fois avec Lauren, Tariq tombe sous l'effet de la drogue de Riley et complimente Lauren qui le repousse car il est d'après elle bourré. Une fois Lauren sorti de la salle, Riley s'y introduit et vole le téléphone de Tariq. Lorsqu'elle y sort, Trace la voit et croit qu'elle a couché avec Tariq. Il en profite aussi pour draguer Riley avant de virer Tariq de sa chambre. Tariq déambule dans la maison et se dispute avec Brayden, lui disant qu'il ne voulait pas de fête.
Carrie entre dans le bureau de Jabari qui est complètement perdu pour son troisième livre. Il parle de sa frustration à son ex petite-amie qui essaye de s'éloigner de lui et pour la première fois, elle y arrive en lui donnant des conseils pour son livre et surtout qu'elle ne retombera plus dans ses filets. Dru et Everett se retrouvent dans une voiture et Everett lui explique qu'il a peur de l'homophobie de ses coéquipiers de basket, ce qui énerve Dru. Everett apprend par l'intermédiaire de Diana que Zeke est le cousin de Dru, ce qui l'effraie encore plus. Zeke se rend dans un restaurant et y trouve sa conseillère Milgram. Les deux parlent d'un sujet tout les deux et une tension se crée entre eux. Une fois dans les toilettes, les deux font l'amour. Tariq se retrouve dehors avec Diana qui agit froidement avec lui. Diana voit alors le pistolet de Tariq et le prend. Jabari lit un devoir de Tariq qui lui semble très intéressant et décide de voler certains passages de son devoir pour son livre.
Saxe reçoit un appel de Riley qui lui révèle que Tariq, drogué, se balade dans la rue par sa faute et qu'il connaît sa localisation. Tariq se retrouve au cimetière, devant la tombe de sa sœur jumelle Raina à qui il souhaite un joyeux anniversaire et livre ce qu'il a sur l'âme en pleurant. Tariq se tourne ensuite vers la tombe de son père James à qui il déverse sa colère. Mais pendant qu'il parle, Saxe arrive et le filme pendant qu'il avoue subtilement qu'il a tué.
Le lendemain, Tariq se réveille dans son lit et se rappelle sa soirée passée. Brayden arrive et lui demande des excuses pour son comportement de la nuit passée après qu'il a organisé une soirée juste pour lui. Brayden lui dit qu'il ne lui donne aucun respect nii de mérite pour tout ce qu'il fait pour lui, lui cachant beaucoup de choses. Tarqi lui explique alors qu'il ne lui dit rien car si la police vient le chercher, Brayden sera le premier à être interroger. Tariq lui présent alors ses excuses et lui dit qu'il ne lui mentira plus avant de lui révéler que les Tejada lui livre les produits. Il lui explique alors les fonctionnement dans la famille Tejada et les deux se créent un signe au cas où ils sont en danger, ce qui ravie Brayden qui est de plus en plus impliqué. Diana rapporte tout ce qu'elle a appris pendant la soirée à sa mère, en partie le nouveau petit ami de Dru et surtout que Tariq possède une arme. Trace s'introduit secrètement dans la chambre de son petit frère et lui vole la drogue cachée. Tariq se rend chez les Tejada et Monet lui donne l'arme de Cane pour lui prouver qu'elle lui fait maintenant confiance et qu'il est considéré comme un membre de la famille.

### Épisode 6:Le Bien contre le Mal
- États-Unis : 6 décembre 2020 sur Starz

- Michael J. Ferguson : 2-Bit

Davis Maclean arrive dans le bureau de Cooper Saxe et les deux continuent de comploter contre Tariq St. Patrick. Les deux arrivent à se mettre d'accord sur le jury du procès qui pourraient les aider à libérer Tasha St. Patrick. Après ça, les deux nouveaux coéquipiers sélectionnent les membres du jury du procès de Tasha à venir. Mais le jury ne plaît pas du tout à Steven Ott et Paula Matarazzo. Davis convainc Paula en lui disant que ce jury pourrait lui faire obtenir un non-lieu, ce qui serait une victoire quand même, pendant que Cooper essaye de faire disparaître les inquiétudes de Steven, ce qui n'a pas l'air de marcher.
A l'université, Tariq, qui est bien en avance par rapport à ses camarades de classe, reçoit un appel de Tasha qui lui annonce que, d'après Maclean, ils peuvent encore gagner son procès et qu'aucun des deux n'aura à aller en prison, ce qui donne un peu d'espoir à Tasha. Après avoir raccroché, les élèves, en partie BruShaundria Carmichael charient Tariq sur sa ponctualité inhabituelle. La professeure Carrie Milgram lance un sujet pour la classe, est ce qu'on est fondamentalement bons ou mauvais, ce qui fait profondément réfléchir Tariq. Saxe et Davis Maclean essayent (séparément) de convaincre Francis Johnson, alias 2-Bit de témoigner pour le procès, ce qu'il refuse catégoriquement, disant qu'il ne sait rien, ce qui est un mensonge. Davis convainc alors de témoigner en échange de sa liberté et avec l'aide de Blanca Rodriguez, il accepte. Ensemble (sans Saxe), ils montent le plan de doubler Saxe en le faisant croire qu'il est dans son camp et une fois à la barre, 2-Bit va l'humilier.
Chez les Tejada, Monet requiert l'aide de ses enfants Dru et Diana pour faire de la comptabilité mais les deux refusent. À cause d'une remarque de Monet sur la vie sexuelle de ses enfants, Cane pense que Diana couche avec Tariq, ce qu'elle dément mais Dru ne l'aide pas et fait comprendre à Cane tout le contraire. Cane finit par dire qu'elle ne peut pas coucher avec un de leurs partenaires dans le business, ce qui crée une tension entre les 3 enfants Tejada. Cane décide alors d'aller rendre une petite visite à Tariq. En parlant de ce dernier, il part rendre une visite à Lauren pour lui rendre un cahier qu'elle a oublié en classe et leurs retrouvailles partent vite en flirt mais Malcolm, le fiancé de Lauren vient les interrompre pour parler de son arrangement avec Lauren. Malcolm voit Tariq et ça part vite à la provocation entre les deux.
Cooper Saxe essaye de convaincre Steven Ott d'obtenir l'immunité totale pour Francis Johnson en échange de son témoignage, ce que Steven refuse, pensant qu'il va le trahir. Il finit par accepter et passe un appel à ce sujet. Monet passe un savon à ses deux enfants Diana et Dru qui ne font que se plaindre car ils ont la flemme. Elles leur prend aussi leurs téléphones pour qu'ils se concentrent. Riley s'excuse auprès de son oncle et dernier lui demande de ne plus retourner à Stansfield, ce que Riley refuse car son petit ami est là-bas. Saxe l'avertit que si Tariq se fait arrêter, Brayden Weston pourrait être embarquer avec lui mais Riley lui assure que Brayden et Tariq n'ont rien à voir et lui dit même qu'elle est amoureuse de Brayden.
Trace arrive dans la chambre de son petit frère Brayden qui l'a appelé plusieurs fois et ce dernier lui demande de le rendre ses produits qu'il lui a volé. Trace lui dit qu'il a déjà utilisé, ce qui énerve Brayden et les deux finissent par se chamailler mais Brayden se fait vite maitrisé par son grand frère. Pendant leur petite bagarre ridicule, Cane arrive dans la chambre et cherche Tariq mais Trace le demande de partir, avec des propos à la limite de l'acceptable. Trace le fait taire en lui pointant une arme sur le visage et Brayden lui demande de ce calmer et de ranger son arme. Brayden le reconnaît alors et cite son nom, lui disant qu'ils sont tous dans le même camp. Il se présente alors à Cane mais celui-ci embarque les deux Weston avec lui pour leur donner une leçon, sans prendre leur téléphone. Diana confronte son frère à propos des mensonges qu'il a ranconté à Cane et dément par la même occasion cette hypothèse en disant que Tariq ne l'aime pas à ce point, ce qui à l'air de l'affecter et Dru le remarque. Cependant, alors qu'ils devraient rester faire le travail, Dru finit par partir pour aller rejoindre Everett qui veut lui parler et demande à sa petite sœur de le couvrir.
Tariq arrive dans sa chambre et voit la porte ouverte, ainsi que Riley qui fouille dans ses affaires. Tariq lui demande ce qu'elle fait ici et elle répond qu'elle cherche Brayden qui est introuvable. Tariq, qui est exaspérée par sa stupidité, lui dit de l'appeler et lorsqu'elle le fait, ils se rendent compte que le téléphone du disparu est dans la chambre. Tariq comprend alors qu'il y a un problème et Riley propose d'attendre son retour dans la chambre, ce que Tariq refuse évidemment mais il finit par céder. Cane et les deux frères Weston arrivent dans une rue du Queens et donne aux deux frères de la drogue pour qu'ils vendent aux passants. Trace essaye de négocier pour se libérer mais Cane le menace à nouveau avec son arme. Les deux Weston finissent par sortir de la voiture et partent chacun de leur côté. Brayden trouve un groupe de personnes et essayent de les convaincre d'acheter sa drogue. Au début, les jeunes pensent que Brayden est un agent de la police infiltré mais après avoir vu comment il avait roulé son joint, ils sont impressionnés et décident de fumer ensemble et finalement, d'en acheter. Finalement, les jeunes appellent d'autres personnes et Brayden arrive à vendre et s'en sort bien. Cane est impressionné.
Dru arrive dans la chambre d'Everett et ce dernier lui fait ses excuses et veut finir leur conversation. Les deux finissent par faire l'amour ensemble. Après leur moment sensuelle, Dru demande alors pourquoi Everett se voile la face et ce dernier répond que c'est parce qu'il veut passer pro et faire son coming-out lui porterait préjudice. Cependant, Everett reçoit sa livraison de l'application CorrigeTesCours et Dru voit leur produit. Monet arrive et voit que son fils a disparu, ce qui la remplit de rage. Diana propose alors d'aller le chercher, ce que Monet accepte par dépit. Cane vient récupérer Brayden qui a vendu tout le stock et partent ensuite chercher Trace. Ils voient alors ce dernier se faire frapper et racketter par des latinos et Brayden part défendre son frère. Diana arrive à la chambre d'Everett et vient chercher son frère. Pendant que Everett est parti prendre une douche, Dru parle de sa trouvaille à sa petite-sœur et les deux comprennent ensemble que c'est de cette manière que Tariq écoule ses produits. Cette découverte pourrait éviter Dru de se faire sermonner par sa mère mais ils ne pensent pas que ça plaira à Monet et ils n'auront plus de raisons pour se rendre à Stansfield maintenant que le mystère sur la vente résolue. Diana laisse alors son frère pour aller dans la chambre de Tariq qu'elle trouve avec Riley. Diana félicite Tariq pour son mode de vente et Tariq demande à Diana de ne rien dire à Monet. Riley profite de l'absence de Tariq pour fouiller dans ses affaires et trouve son téléphone jetable. Elle allume le téléphone et prend en photo le seul numéro des contacts. Riley fait tomber le téléphone par terre, ce que Diana et Tariq entendent. Diana demande qui est à l'intérieur et pense que c'est Lauren. Elle pense que Tariq a choisi Lauren au lieu d'elle et est déçu de lui. Tariq lui assure que ce n'est pas elle mais Diana ne la croit pas.
Cane et les Weston rentrent à l'université mais l'agent Danilo Ramirez les arrête et prend les deux Brayden et Trace dans son véhicule de police. L'agent Ramirez avertit Cane que Brayden et Trace se sont fait repérés par la police et si Lorenzo le saurait, ça ne lui plairait pas car tout le monde (y compris Monet et Cane) sont sous les ordres de Lorenzo mais Cane s'en fiche et ne le croit pas, pensant que Ramirez travaille pour lui. Ramirez lui assure qu'il ne dirige absolument rien, ce qu'il énerve. Une fois dans son véhicule, Danilo Ramirez dit aux deux Weston qu'il ne va pas les inculper et oublier cette nuit, leur forçant aussi à ne rien dire pour Cane, ce que déplaît Trace. Brayden arrive à le convaincre de ne rien dire. Davis Maclean et Paula Matarazzo parlent du témoignage de 2-Bit à Tasha.
Diana arrive chez elle et révèle à sa mère sa découverte, ce qui étonne Monet qui est même impressionné. Monet tient à assurer à sa fille que ses relations avec Tariq ne seront que lié au business et rien d'autre. Brayden arrive enfin dans sa chambre et raconte un mensonge à Riley pour qu'elle le laisse tranquille. Cette dernière demande à Brayden de venir chez elle pour qu'il rencontre ses mères. Une fois Riley sortie, Brayden raconte à Tariq ce qu'il s'est passé avec Cane et il lui dit qu'il a adoré se faire son propre argent aussi rapidement, ce que Tariq comprend mais lui déconseille de refaire. Après Brayden parti à son tour, Tariq appelle Monet et lui demande pourquoi elle a envoyé Cane mais elle lui répond qu'il est venu de lui même. Monet lui parle ensuite de CorrigeTesCours et le félicite. Monet est ensuite avec Danilo Ramirez qui lui raconte ce qu'il s'est passé ce soir et du bordel que Cane vient de créer en s'attaquant aux enfants Weston. Danilo lui propose d'encadrer Cane pendant quelques jours mais Monet refuse, disant qu'il ne l'écoutera pas car ils ne sont pas de la même famille. Danilo lui dit alors d'appeler Lorenzo là prochaine fois que Cane déconne.
Au tribunal, 2-Bit passe à la barre pendant que Cooper Saxe l'interroge. 2-Bit finit par embarrasser Saxe en disant qu'il ne connaît pas Tommy Egan et incrimine Blanca Rodriguez en disant que c'est elle qui l'a tendu un piège pour le lier à l'organisation. Cependant, 2-Bit mentionne le nom de Tariq St. Patrick mais en disant qu'il a aidé à rentrer chez lui lorsqu'il était perdu et dit aussi qu'il n'a jamais rencontré Tasha St. Patrick. Cane rentre chez lui et est accueillie par Monet qui lui fait comprendre qu'elle est déçue de lui après ses agissements avec les Weston. Cane se justifie en disant qu'il a dû les calmer car Tariq leur a parlé de lui et devait les faire taire. Il en profite pour faire comprendre à sa mère qu'ils n'ont pas besoin de Tariq mais Monet ne veut rien savoir. Très vite, la situation dégénère lorsque Cane pousse violemment sa mère au sol. Dru et Diana assistent à la scène et aident leur mère à se relever pendant que Cane s'en va, se sentant de trop. Cane se rend ensuite en prison pour parler à son père de la situation qui dégénère à cause, d'après lui, de Tariq mais Lorenzo lui fait comprendre qu'il doit écouter Monet pour apprendre à gérer le business. Lorsqu'il se dirige vers la sortie, Cane se fait arrêter par 3 gardes qui le passent à tabac sous la demande de Lorenzo. Lorenzo arrive ensuite et lui dit de ne plus jamais lever la main sur Monet.

### Épisode 7:La semaine du Sexe
- États-Unis : 13 décembre 2020 sur Starz

- Abubakr Ali : Sebastian « Bash » Kumal-Stern
- Elizabeth Rodriguez : Paz Valdes

Cane Tejada part chercher de l'argent chez un prêtre en lui volant de l'argent en compagnie du gang GTG. On comprend alors que depuis qu'il n'est plus avec sa famille, il s'est allié aux GTG. Les professeurs Oliver Simmons, Jabari Reynolds et Carrie Milgram sont sur le point d'annoncer les 5 boursiers lorsqu'un étudiant les interrompt en lançant des préservatifs sur les élèves car c'est la Semaine du Sexe à Stansfield, une semaine que l'école ne valide pas du tout mais ils subissent car ça permet à certains élèves en apprendre plus sur leur corps. Après ça, BruShaundria demande le nom des 5 boursiers. Lauren Baldwin et BruShaundria Carmichael sont sélectionnés mais pas Tariq St. Patrick qui est très déçu. Après le cours, Carrie part réconforter ce dernier et Jabari voient les deux discuter, ce qui le rend jaloux. Après un moment intime entre Riley et Brayden, Riley demande à son petit-ami où il était passé la nuit dernière mais il ment en disant qu'il était avec son grand frère. Tariq interrompt les deux et il s'énerve car il avait dit à Brayden de ne plus l'amener dans leur chambre.
Jabari parle à Carrie de sa relation avec Tariq mais elle ne lui dit rien. Mis à part, Jabari veut demander l'avis de son ex petite-amie pour son livre mais elle refuse, voulant rester seulement professionnels. Pour se rapprocher de Carrie qui lui met des barrières, il lui prpose de l'aide dans son travail chargée et elle en profite pour s'éloigner encore plus de lui. Dru et Diana demandent des nouvelles de leur grand-frère à leur mère car ça fait 3 jours qu'il est parti mais elle répond qu'elle n'en a rien à faire. Cependant, Cane s'occupait des livraisons, ce qui les met dans l'impasse et Monet dit alors que c'est Dru qui va y aller à sa place. Une fois Monet parti, les deux enfants se mettent d'accord pour partir à la recherche de Cane et Diana sait où le trouver. Monet passe un appel à son mari et lui demande où est Cane et il lui annonce qu'il est bien passé et qu'il l'a corrigé. Lorenzo lui assure qu'il reviendra. Après avoir rendu un devoir à Zeke, Tariq reçoit la visite de Bash Kumal-Stern à l'Université qui lui demande pourquoi les demandes sur l'application ne sont pas servis et Tariq trouve une excuse pour se débarrasser de lui. Bash lui met alors la pression pour qu'il se dépêche. Après ça, Tariq appelle Monet pour lui demander du produit car il est débordé et il pourrait se faire voler sa place de dealeur à l'Université. Monet lui demande alors d'attendre.
Cooper part voir Paz Valdes et lui demande de témoigner contre Tasha et James St. Patrick, ce que Paz refuse, disant qu'elle ne veut plus revenir en arrière et surtout qu'elle ne sait rien. Diana trouve Cane chez sa petite-amie Chelle et lui demande de rentrer mais Cane refuse, disant que ces parents ne veulent pas qu'ils rentrent. Diana lui dit alors qu'ils ont besoin de son aide pour la livraison qui arrive et ça pourrait le reconcilier avec Monet. Il finit par accepter de venir discrètement, sans que Monet le sache. Diana et Cane s'embrassent et Diana part. Tariq reçoit un appel de Tasha qui lui dit de ne plus venir au procès car son nom a été mentionné et de se concentrer sur ses études. Ils se font interrompre par Brayden qui lui demande plus de drogue car ils perdent de l'argent. Tariq demande eaussi à Brayden de ne plus ramener Riley dans leur chambre pour qu'il n'arrive rien à Riley comme il leur est arrivé à lui et Trace, ce que Brayden comprend.
Diana apprend à sa famille que Cane sera présent à la livraison. Monet leur annonce alors le plan de la livraison. Après leur partie de jambe en l'air, Zeke propose à Carrie de rencontrer sa tante, ce qu'elle refuse, disant que si leur relation est révélée au grand jour, ça pourrait ruiner leur carrière à tous les deux. Tariq reçoit la visite de Trace dans sa chambre et pense qu'il est encore là pour les voler. Il lui demande de partir mais Trace dit à Tariq de laisser son petit frère hors de son trafic s'il ne veut pas qu'il appelle la police. Tariq arrive à le faire peur et parvient à lui faire fermer sa bouche mais Trace essaye de lui faire du chantage en lui disant qu'il va révéler son amance cachée avec Riley à Brayden s'il ne laisse pas Brayden tranquille, pensant encore que Riley trompe Brayden avec Tariq. Carrie reçoit la visite de Jabari à son appartement pour déjeuner avec elle mais Carrie le repousse encore. Jabari essaye de la convaincre, disant qu'il veut juste renouer leurs liens mais il entend la douche et comprend qu'elle est avec quelqu'un et Carrie lui claque la porte au nez. Cependant, avant ça, Jabari voit un classeur d'étudiant de Stansfield. Jabari s'énerve, pensant que cet élève est Tariq et se rend donc dans sa voiture avant de déchirer sa lettre de confession. Il en prend une autre et écrit qu'un professeur couche avec un élève, en écrivant le nom de Tariq dessus.
En cours, Carrie donne à chacun des élèves une carte de confession avec un secret à l'intérieur qu'ils doivent protéger. Ils devront donc se mettre en binôme et essaye de trouver le secret de l'autre sans qu'ils se le disent, sous peine d'avoir une mauvaise note. Tariq et Lauren se mettent ensemble et le travail se transforme vite au taquinage. Les deux finissent alors sur le lit, Lauren sur Tariq avant que Malcolm entre et voient les deux. Malcolm s'en prend directement à Tariq et le prend de haut. Lauren demande à Tariq de partir et ce dernier s'exécute. Une fois les deux seuls, Lauren décide de rompre avec Malcolm, ce qui l'étonne. Tariq voit Riley dans la rue et décide de la suivre. Sa traque le mène au tribunal où Riley se fait juger pour possession de marijuana et y apprend que Cooper Saxe est l'oncle de Riley. Tariq retrouve ensuite Brayden et lui dit que Riley a tenté de le draguer à sa fête d'anniversaire, ce que Brayden ne croit pas et pense qu'il ment pour qu'il se sépare de Riley. Tariq reçoit ensuite un message de Jabari qui veut le voir. Le lendemain, Tariq se rend dans le bureau du professeur Reynolds et lui offre une seconde chance pour recevoir la bourse. Il lui demande alors de rédiger une dissertation très personnelle sur les relations entre lui et une amante secrète avec beaucoup de détails, ce que Tariq accepte.
Au procès, Cooper Saxe appelle à la barre Paz Valdes et celle-ci défend Tasha mais Saxe arrive à la piéger en jouant sur la mort de sa sœur Angela Valdes et parvient à semer le doute sur l'innocence de Tasha dans la mort d'Angela dans l'esprit de Paz et Paz finit par dire que Tasha aurait pu organiser le meurtre d'Angela Valdes. Pour le contre interrogatoire, Davis Maclean arrive à détruire l'interrogatoire de Saxe. Cane se rend au lieu de la livraison mais il se fait arrêter par un officier de police pour un braquage. Diana essaye de joindre son grand frère car il est en retard mais Monet est persuadé qu'il ne viendra pas. Trace annonce à son petit-frère que Tariq n'a pas menti à propos de Riley, ce qui étonne Brayden. Tariq et Diana parlent lorsque Tariq reçoit un appel du professeur Milgram. Pendant son appel, Diana fouille dans le sac de Tariq et y trouve des préservatifs ainsi que la carte de Jabari. Au commissariat, Cane appelle sa mère qui ne répond pas. Au bar, Tariq clarifie les choses avec Diana sur sa relation avec Lauren, disant qu'il n'y a rien entre les deux. Il lui fait comprendre qu'il aime bien aussi, malgré ce qu'elle pense, et les deux finissent par s'embrasser. Monet reçoit la livraison de D.C. Joe mais il n'y a pas ce que Monet a demandé, ce qui la déplaît fortement. D.C. Joe demande l'argent malgré la livraison non complète mais Monet refuse. D.C. Joe insiste en pointant son arme sur la jeune femme mais Monet arrive à le repousser. Tariq arrive sur la scène, distrayant D.C. Joe et Monet lui tire dessus, avant d'achever D.C. Joe d'une balle dans la tête. Monet dit ensuite d'appeler Dru pour se débarrasser du corps.
Brayden arrive dans la chambre de Riley et rompe avec elle, lui parlant de ce qu'elle a essayé de faire avec Tariq. Riley ment en disant que Trace a essayé de la draguer et surtout que Tariq veut les séparer, ce que Brayden ne croit pas. Dru et Tariq se débarrassent du corps de D.C. Joe et maquillent la scène en une attaque. Après avoir reçu un appel de Cane, Danilo Ramirez fournit un alibi à ce dernier, ce qui lui permet de le faire sortir de garde à vue. Une fois hors du commissariat, Danilo passe un savon à Cane à propos de ses agissements avec les GTG, qui pourrait causer des ennuis à Monet mais Cane lui dit que Monet s'en fiche d'eux deux car elle change de business en s'alliant avec Tariq, ce qui surprend Danilo. Cane dit que Monet l'a mis de côté et Danilo sera le prochain. Danilo ramène Cane chez les Tejada et lui explique pourquoi il était absent ce soir. Monet passe un savon à son fils et Diana lui explique ce qu'il s'est passé ce soir. Monet demande à Danilo et Diana de partir, en remerciant Danilo.
Tariq se rend dans sa chambre et y trouve Lauren qui lui annonce qu'elle n'est plus avec Malcolm. Lauren embrasse ensuite Tariq mais il pense qu'elle est là pour savoir son secret et avoir une bonne. Tariq lui dit qu'elle agit comme une tout autre personne et il ne l'a reconnait plus, ce qui le déçoit. Le fait que Tariq pense que Lauren puisse faire ce genre de choses la déçoit énormément et quitte la chambre. Cependant, une fois Lauren sortie, on comprend que Tariq la fait fuir car il a une énorme tache de sang appartenant à D.C. Joe sur son t-shirt. Le lendemain, Lauren apporte le secret de Tariq à Carrie, ce qui la laisse bouche bée. Davis Maclean entre en furie dans le bureau de Cooper Saxe et le confronte à propos de sa nouvelle trahison au procès mais ce dernier lui montre une preuve qui incrimine directement Tariq à l'affaire. Il lui montre alors le dossier d'Epiphany Turner. Carrie convoque alors Jabari dans son bureau et ce dernier révèle à Carrie qu'il est au courant qu'elle couche avec Tariq, ce qui est complètement faux. Carrie retourne la situation et montre la carte à Jabari, disant que cette carte est une lettre d'aveu à propos de sa romance avec son assistante. Carrie lui demande alors de rester loin d'elle sous peine de montrer cette lettre à l'administration, ce qui déçoit Jabari.

### Épisode 8:La famille avant tout
- États-Unis : 20 décembre 2020 sur Starz

- Michael J. Ferguson : 2-Bit
- Geoffroy Owens : Daniel Warren

L'épisode commence avec Brayden Weston qui rentre dans sa chambre, déprimé à la suite de sa récente rupture avec sa petite-amie, et voit son colocataire Tariq St. Patrick organiser les prochaines ventes de drogue, ce qui lui remonte le moral. Cependant, il se rend compte qu'il n'y a que la moitié du taux de drogue qu'ils ont habituellement, ce qui tombe mal car c'est la semaine des Anciens et le Campus sera rempli de monde, ce qui aurait pu être bon pour leurs affaires. L'université sera rempli de parents. Brayden suggère alors de vendre de la cocaïne mais Tariq refuse, disant que c'est trop risqué, ce qui déçoit un peu Brayden. Tariq arrive en retard en classe mais la salle est remplie d'élèves avec leurs parents et ils remarquent son retard. Le professeur Oliver Simmons accueillent les parents et cette ambiance met mal à l'aise Tariq, qui est seul. Pendant le cours, Lauren Baldwin en profite pour lancer des piques à Tariq à la suite de leur récent malentendu. Après le cours, Tariq rend son devoir au professeur Reynolds qui essaye de savoir ce que Tariq lui cache et Tariq lui répond qu'il ne peut se fier à personne. 2-Bit se rend chez Mme Richards, la mère de Spanky qui lui demande des comptes à propos de la mort de son fils. 2-Bit lui présente ses condoléances, disant que Spanky était comme un frère pour lui, ce que sa mère confirme. 2-Bit lui donne de l'argent et lui dit alors qu'il est là pour elle si elle a besoin, avant de lui faire un câlin et partir.
Zeke arrive dans le bureau de Carrie et lui dit qu'il est stressé pour son match de demain qui sera diffusée à la télé et en plus de ça, il y aura des recruteurs de la NBA. De plus, s'il n'assure pas, sa famille pourrait souffrir de son échec car sa famille dépend de lui. Zeke lui propose alors de venir voir le match, ce qui le rassurerait mais Carrie lui dit qu'elle est débordée et lui demande de sortir, ne voulant pas être vue avec lui. Tariq croisent les parents de Lauren et cette dernière lui propose de venir dîner avec eux, ce qu'il accepte. Une fois seuls, Lauren demande des explications sur son comportement de la nuit dernière et Tariq ment en disant qu'il ne voulait pas passer pour une mauvaise personne qui profite de la rupture des autres. Ils se font interrompre par Effie qui vient directement provoqué Lauren. Lauren finit par partir et dit à Tariq de ne pas venir. Une fois seule avec Tariq, Effie propose à Tariq de s'allier pour faire de l'argent car il aura beaucoup de monde ce week-end avec le match et la semaine des Anciens. Tariq ment à Effie en lui disant qu'il ne vend plus, ce qu'elle ne croit pas et Tariq lui demande de sortir. 2-Bit arrive à l'Université et demande à Lauren où est Tariq, se faisant passer pour son cousin.
Jabari retrouve son ami éditeur Brandon Lamont qui lui dit que ses nouveaux écrits pour son livre sur une famille de dealeurs (qui sont en fait ceux de Tariq et qui parlent de sa famille) sont bien mieux que les anciens. Jabari donne ses idées à son ami et ce dernier se réjouit déjà du succès que ce livre aura. Cependant, il n'a pas la fin du livre. 2-Bit arrive dans la chambre de Tariq et lui demande de l'argent violemment car Ghost lui en devait mais Tariq lui dit qu'il n'a rien. Tariq doit donc rembourser la dette et 2-Bit, le menaçant avec son arme, le laisse jusqu'au lendemain pour payer les 24 000 $ que Ghost lui devait. Après 2-Bit parti, Tariq appelle un certain Daniel Warren. Il le retrouve ensuite pour lui parler de l'héritage de son père et demande une avance mais Warren refuse, disant qu'elle n'y aura accès seulement lorsque Tariq sera diplômé avec une moyenne de 15. Tariq ment à l'huissier en disant qu'il a besoin de 24 000 $ car quelqu'un veut lui faire un procès et Daniel Warren ne cède pas et lui propose plutôt son aide en tant qu'avocat. Tariq appelle ensuite sa mère pour lui demander s'il reste une cachette avec de l'argent, ce que Tasha dit que non. Tasha lui demande les raisons mais Tariq refuse de l'impliquer. Il demande alors des conseils à sa mère pour savoir comment il peut savoir s'il peut faire confiance à Effie et Tasha lui répond qu'il doit gagner sa confiance.
Jabari continue de lire et copier le devoir de Tariq et lit un passage qui parle d'une femme avec qui il a une relation mais qui se font souvent déranger à cause de son petit-ami idiot. Tariq parlait de sa relation avec Lauren Baldwin et de Malcolm, le faux obstacle mais Jabari pense qu'il parle de la professeure Milgram et qu'il est l'obstacle, ce qui l'énerve. Tariq retrouve Effie pour lui demander de vendre de la cocaïne sur le camp et ment en disant qu'il a besoin de l'argent pour le procès de sa mère. Tariq la prend par les sentiments et elle finit par accepter son offre, disant qu'elle peut lui faire confiance. Les deux finissent par s'embrasser et par faire l'amour. Après ça, Jabari part surveiller Tariq qui retrouve Dru Tejada pour lui donner la drogue. Dru mentionne alors l'application CorrigeTesCours et le marque sur un papier mais sa traque se fait interrompre lorsqu'il reçoit un message de Brandon Lamont qui lui dit que les éditeurs sont emballés pour son livre.
Le lendemain, Effie part dans la chambre de Tariq et les deux s'embrassent comme un couple. Effie arrête le moment romantique et parle de leur stratégie pour vendre sur le campus ce jour. Tariq lui donne alors la technique pour pouvoir reconnaître les clients qui veulent de la drogue rien que par leurs entourages. Après ça, les deux finissent par faire l'amour à nouveau. Brayden retrouve sa famille et on voit vite que Trace tient son mauvais caractère de son père. Brayden se rend vite compte que son grand frère est défoncé et sa sœur Becca avoue que elle et Trace ont sniffés un peu de cocaïne. Jabari continue l'écriture de son livre en se renseignant sur la famille St. Patrick et de leur entourage qui connaît bien le cimetière. Pendant ce temps, Cane maquille et emploie un membre des GTG avec Lil Guap pour tuer Tariq. Cane et Lil Guap mentent à Barz en disant que c'est la faute de Tariq s'ils ont été reniés par Monet et que s'il réussit sa mission, il deviendra un vrai membre des GTG. Tariq et Effie comptent l'argent et ils récoltent finalement 50 000 $. Tariq demande ensuite à Effie de rester plus longtemps sur le campus, ce qu'elle accepte.
Monet rencontre Carrie Milgram en compagnie de Zeke et une ambiance assez froide s'installe rapidement. Une fois Carrie partie, Monet motive son neveu pour le match et lui offre aussi les clés d'une voiture, disant qu'il l'a mérité. Brayden retrouve Tariq et lui raconte que quelqu'un vend de la cocaïne sur leur terrain. Tariq fait semblant d'être choqué et lui dit qu'il ne sait pas d'où ça vient. Au match de basket, Zeke assure sur le terrain et Everett lance plusieurs regards à Dru. Tariq attend 2-Bit dans le hall et il se rend vite compte qu'il est suivi. Tariq se rend alors dans les tribunes pour semer Barz et s'assoie avec les Tejada. Une fois 2-Bit arrivé, Tariq retourne dans le hall et ses soupçons se confirment. Une fois la foule semée, il donne rendez-vous à 2-Bit à la piscine et se fait courser par Barz dans l'établissement. A la piscine, Tariq et Barz se battent et Tariq se fait vite dominer par Barz mais 2-Bit arrive et prend une barre et frappe le GTG derrière la tête avant de l'achever en le noyant dans la piscine. Tariq trouve le téléphone de Barz et 2-Bit envoie une photo du cadavre de Barz, le faisant passer pour celui de Tariq. 2-Bit demande maintenant le double de ce qu'il lui a demandé, c'est-à-dire 48 000 $. Tariq et 2-Bit nettoient leurs traces et font passer le meurtre pour un accident. Tariq retourne ensuite au match où Zeke se fait acclamé par le public. Cane voit son ennemi revenir vivant et reçoit un message de Lil Guap avec la photo du cadavre de Barz, le menaçant de mort, ce qui inquiète le Tejada. Cane sort ensuite de la salle et appelle le numéro de Barz et menace la personne à l'autre bout du téléphone de mort, sans savoir que la personne est Tariq, ce qui met ce dernier mal à l'aise. Dans les couloirs de l'Université, Brayden croise Effie qui attend Tariq, qui vient de lui poser un lapin. Enervée par Tariq, Effie révèle à Brayden que les deux vendaient de la cocaïne ensemble, ce qui énerve Brayden.
Après le match, Zeke et ses amis, ainsi qu'Everett, se rendent dans une boîte de nuit. Zeke appelle ensuite son cousin Dru pour qu'il le rejoigne. Dru finit par arriver et une ambiance assez froide s'installe mais personne (à part Dru et Everett) comprennent pourquoi. Dru et Everett s'éloignent et Dru demande à Everett pourquoi il ignore et l'encourage à révéler son homosexualité mais Everett refuse car il ne veut pas se faire rejeter par ses proches, surtout sa famille. Le groupe sort du club et Dru et Everett se retrouvent et Dru parle aussi de la pression que sa famille lui met pour qu'ils soit comme eux. Zeke et ses amis se font accoster par Lil Guap et d'autres membres du gang GTG et ça part vite à la bagarre lorsque Lil Guap bat Zeke au sol. Dru arrive pour l'arrêter mais Lil Guap sort son arme, faisant part de son énervement car les Tejada continuent de manquer de respect aux GTG et Everett comprend que la famille de Dru est impliqué dans les gangs et le deal de drogue, ce qui les déçoit et il part. Lil Guap commence alors à viser le genou d'Everett mais Dru essaie de lui en dissuader en lui rpomettant de le réintroduire dans le business. Lil Guap n'en a rien à faire car il veut venger son ami Barz car il croit que Cane l'a piégé. Lil Guap s'apprête à tirer lorsque Dru court vers Lil Guap et dévie le tir juste à côté du genou de Zeke. Les amis de Zeke s'enfuient pendant que ce dernier, frustré et effrayé, pleure et Zeke tabasse Lil Guap. Dru prend son arme et vise Lil Guap mais Zeke l'en dissuade et devant tant de violence, Everett, déçu, part.
Monet passe un savon à son fils pour avoir impliqué Zeke aux histoires du business. Monet montre sa déception à son fils. Juste après, Dru se rend chez Chelle, la petite-amie de Cane, et demande à voir son frère mais Dru demande d'annoncer à Cane qu'il est recherché par les GTG. Chelle le vire de chez elle et les deux frères se retrouvent ensemble. Dru révèle à son frère ce qu'il s'est passé cette nuit et l'accuse mais Cane continue de dire que tout cela ne serait pas arriver si Monet ne s'était pas alier avec Tariq. Dru propose à Cane de cacher son implication dans l'attaque de ce soir à sa mère en échange de tuer Lil Guap et ses hommes. Tasha reçoit un appel de son fils et cela le réjouit mais elle déchante vite lorsqu'elle apprendre qu'il a failli se faire tuer. Tariq refuse à nouveau de lui dire ce qu'il se passe mais cette fois, Tasha l'oblige. Après l'appel, Tasha appelle Lorenzo Tejada pour lui mettre la pression et demander la sécurité de Tariq sous peine que les Tejada soient blessé. Lorenzo appelle ensuite Monet mais elle se fait interrompre par Dru. Monet révèle à son fils que Cane a envoyé quelqu'un pour tuer Tariq et que Tariq l'a tué. Elle comprend donc que tout cela est la faute de Cane et Dru lui révèle que Cane est parti régler ses problèmes avec les GTG.
Lil Guap et ses deux hommes parlent de leur vengeance lorsque Cane arrive et tue les deux hommes. Cane ordonne à Lil Guap de recevoir 50% de tout l'argent qu'ils reçoivent lors de leur opération sous peine de mort, ce qu'il accepte part dépit. Zeke se rend, en larmes, chez son amante Carrie Milgram et demande à entrer, ce qu'elle accepte. Le lendemain, Cane se rend chez lui mais Diana lui dit qu'il n'est plus le bienvenu ici, sous la demande de Monet. Elle lui donne de l'argent et lui demande de quitter la ville. Au campus, Brayden demande des explications à Tariq pour ses mensonges et sa relation récente avec Effie mais Tariq continue de lui mentir et lui dit qu'il ne lui fait plus confiance depuis qu'il a ramené Riley dans leur chambre. Brayden, déçu, part, en disant que leur collaboration est terminée. Jabari Reynolds télécharge l'application CorrigeTesCours.

### Épisode 9:Monstre
- États-Unis : 27 décembre 2020 sur Starz

L'épisode commence avec Cane Tejada qui démembre les corps des membres des GTG qu'il a tués avec Lil Guap et les cachent dans des conteneurs. En même temps, Tariq se réveille en sursaut lorsqu'il reçoit de nouveaux messages de 2-Bit qui lui demande 50 000 $ pour lui avoir sauvé la mise, ce qui l'énerve car il n'a pas assez. Il appelle avec Davis Maclean pour lui dire qu'il sera en retard pour le paiement. Une fois l'appel terminé, Paula Matarazzo demande à son amant pourquoi il ment à Tariq et veut savoir pourquoi Tariq a besoin d'argent mais Davis dit qu'il n'en a rien à faire tant qu'il a son argent. Zeke se réveille aux côtés de Carrie qui lui dit qu'il ne doit plus venir chez elle car c'est trop dangereux. Elle lui demande alors d'où viennent ses blessures au dos mais il refuse d'en parler. Finalement, Zeke explique à Carrie ce qu'il s'est passé, ce qui choque Carrie. Il lui parle des GTG et Carrie lui conseille d'aller voir la police mais Zeke refuse. A l'Université, le lieutenant Samuel Santana montre aux professeurs de lettres les photos du meurtre à la piscine et de l'affiliation du cadavre au gang GTG, ce qui fait tilter Carrie. Le lieutenant dit aux professeurs que le meurtrier est quelqu'un qui est capable de maquiller le meurtre et que le meurtrier n'est pas un membre de Stansfield mais qu'il connaissait quelqu'un à Stansfield. Il veut donc parler aux élèves issue des ghettos, ce qui révolte Jabari et Carrie. Carrie propose alors que les professeurs se porter garant pour que les étudiants se confient à eux s'ils savent quelque chose et aussi de les interroger car ils ne font pas confiance à la police, ce que le professeur Simmons, le lieutenant et la doyenne acceptent. Jabari se porte aussi volontaire pour les interrogatoires.
Dru demande à sa mère d'obtenir de l'aide ou de faire revenir Cane auprès d'eux mais Monet refuse, disant même qu'il n'a plus le droit de prononcer son nom. Tariq arrive pour recevoir la drogue mais il voit que ce n'est pas sa commance habituelle. Monet lui dit que leur fournisseur ne leur donne plus rien depuis qu'un de ses hommes a disparu, celui que Monet a tué. Les Tejada sont donc sur la sellette et ils doivent discrets pour la vente car ils ne sont pas censés avoir de la drogue. En prison, Tasha appelle son fils et prend des nouvelles de son fils à la suite de la tentative de meurtre et celui-ci lui explique qu'il y a eu un malentendu car l'attaque n'est pas venu de Monet mais de son fils ce que Tasha ne croit pas. Tasha lui dit de se méfier de Monet mais Tariq dit que Monet a besoin d'elle pour la vente et qu'il ne lui arrivera rien. Tariq arrive en retard en classe et sent l'atmosphère tendu à cause du professeur Reynolds. Ce dernier arrive, commence le cours et pendant le cours, Tariq et Lauren lorsque Lauren dit que les gens qui sont en prison l'ont cherchés. Jabari parle ensuite de l'affaire de la piscine et propose son aide aux élèves pour se confier à lui. Après le cours, Lauren essaie d'éclaircir son point de vue après le cours mais Tariq ne veut rien savoir.
En prison, une recherche aléatoire de contrebande a lieu et Tasha arrive à cacher son téléphone prépayé en le donnant à Bishop, un garde qui travaille pour Lorenzo Tejada. Steven Ott passe à nouveau un sermon à Cooper Saxe car il n'a toujours rien trouver de compromettant sur Tasha St. Patrick mais Cooper lui dit qu'il a un autre plan. Après Saxe parti, Steven passe un appel à un certain Agent Pope. Carrie fouille le dossier scolaire de Zeke Cross et trouve le nom de Lorenzo Tejada. Elle fait alors des recherches et se demande si Lorenzo est lié aux GTG. Jabari arrive dans le bureau de Carrie et trouve la photo de la famille de Zeke et il reconnaît Dru sur la photo. Dru se rend à la base des GTG et edemande à son grand-frère pourquoi il met sa famille en péril en leur volant leurs revendeurs et Cane répond qu'il veut maintenant gérer le business à sa manière et propose même à Dru de le rejoindre en volant les produits de Monet pour devenir indépendants de leurs parents. Dru commence à hésiter mais il voit que Lil Guap est encore vivant et refuse, voyant que Cane s'est allié avec lui, même après ce qu'il a fait à Zeke.
Après ça, Dru rapporte à Monet et Diana ce qu'il vient de se passer et Monet demande à son fils pourquoi il n'a pas tuer tous ce qui était présents. Dru répond qu'il n'est pas comme Cane mais Monet lui dit qu'ill va bientôt devoir prendre la tête du business et donc devoir s'endurcir maintenant que Cane n'est plus là. Dru quitte la salle et Diana dit à sa mère qu'il leur faut un plan maintenant qu'ils n'ont plus de dealeurs à cause de Cane mais Monet ne veut rien savoir, faisant confiance à Tariq pour le business et dit qu'il n'ont plus besoin de vendre dans la rue. Cooper Saxe et Davis Maclean se rendent chez Epiphany Turner et lui demande des informations sur Tariq St. Patrick au tribunal en échange d'abandonner certaines charges contre elle. À l'Université, Brayden prend ses affaires pour changer de chambre et s'éloigner de Tariq à la suite de leur dispute mais Tariq parvient à le faire rester en lui montrant la cocaïne qu'il a. Tariq lui dit qu'il ne peut pas vendre à cause des policiers sur le campus et Brayden lui donne l'idée de donner la came à Effie pour qu'elle le vende à Yale, ce que Tariq accepte.
Zeke apprend par Carrie que la personne tué était un membre des GTG et surtout que son oncle Lorenzo Tejada était relié aux GTG, ce que Zeke a du mal à croire. Carrie essaye de lui faire comprendre que tout est lié à sa famille mais Zeke se voile la face. Carrie conseille alors à Zeke d'aller dire à la police son alibi, qu'il était en plein match, pour que lui et sa famille ne soit pas associé au meurtre car elle peut l'aider anonymement. En prison, Tasha demande des explications à Paula à propos des mensonges de Davis Maclean mais Paula dénie cela. Tasha lui dit alors d'arrêter de mentir pour lui juste parce qu'ils couchent ensemble et surtout d'attendre que Davis quitte sa femme. Paula lui révèle alors que Saxe va faire témoigner Epiphany Turner, ce qui surprend Tasha car elle est strip-teaseuse, ce que Paula ne savait pas car Davis l'a menti à ce sujet. Tasha dit à Paula de demander à Tariq de se débarrasser d'Epiphany avec un nom de code que seul Tariq peut comprendre. Steven Ott vient confronter Cooper Saxe après avoir appris ses intentions, innocenter Tasha et désigner Tariq comme membre du réseau, en compagnie de Davis Maclean, ce que Saxe ne peut pas nier. Cooper répond qu'il veut juste savoir la vérité mais Steven Ott n'en a rien à faire et veut absolument faire incarcérer Tasha. Il se met alors à menacer Cooper de rendre sa collaboration avec Maclean publique.
Zeke informe Monet des enquêtes récentes sur Stansfield et demande ce qu'il devra répondre si on l'interroge pour ne pas associer sa famille car s'ils découvre que sa famille a un lien avec le meurtre et qu'il n'a rien dit, ça pourrait causer des problèmes à la carrière de Zeke. Monet lui dit que dire la vérité lui poserait aussi des problèmes et il sera obligé de mentionner sa famille et Zeke répond que sa conseillère peut l'aider anonymement, ce qui déplaît à Monet car elle a déjà remarquée que quelque chose entre les deux se passaient. Monet essaie de calmer le jeu avec Zeke et lui dit de ne rien dire, ce que Zeke accepte. Diana arrive et Monet demande à sa fille de découvrir ce qu'il se passe entre Milgram et Zeke et Diana informe sa mère de la lettre qu'elle a trouvé dans le sac de Tariq et pense que ça pourrait parler de Zeke.
Le lieutenant Samuel Santana demande aux professeurs ce qu'ils ont appris pour le meurtre. Carrie révèle donc au lieutenant et Jabari que certains joueurs se sont fait agresser par un gang après le match. Paula retrouve Tariq pour lui faire passer le message de sa mère et Tariq comprend vite ce que le code signifie. Carrie arrive dans son bureau et y trouve Monet qui l'attendait et met directement carte sur table en lui montrant qu'elle est au courant pour sa liaison avec Zeke. Monet la menace alors de ne rien dire à propos de leur famille à personne, sous peine de révéler sa liaison aux autorités de l'école. Tariq et Brayden marchent pour aller retrouver Effie et pendant ce temps, ils en profitent pour éclaircir les choses. Tariq révèle donc à Brayden que Riley a été envoyé par son oncle qui est le procureur qui poursuit sa mère pour l'espionner et lui montre les preuves. Effie arrive et leur donne l'argent et Brayden laisse Effie et Tariq seul. Tariq fait comprendre à Effie qu'il s'est éloigné d'elle pour ne pas la mêler à ses problèmes et qu'il a besoin d'elle mais Effie n'y croit pas. Effie lui dit que pour avancer, il doit s'accepter lui-même.
Tariq se rend chez Epiphany, armé, mais il apprend que Davis Maclean et Cooper Saxe sont venus ensemble pour la convaincre de témoigner, ce qui surprend Tariq. Tariq s'assure qu'Epiphany sait ce qu'elle doit dire au tribunal pour ne pas les incriminer et Tariq donne l'argent de la drogue des Tejada à Epiphany pour qu'elle puisse s'enfuir. Au tribunal, Epiphany ne se présente pas. Davis Maclean et Cooper Saxe se retrouvent aux toilettes et Saxe confronte Maclean à propos de la visite de Paula à Tasha en prison à propos d'Epiphany mais Davis est sûr que Paula n'y est pour rien et ne sait rien. Davis assure à Cooper que leur alliance tient toujours et pour être sur de cela, Cooper menace Davis avec les photos de leur rencontre avec Epiphany et assure à Davis qu'il dévoilera les photos au public après avoir fait arrêter Tariq et Tasha, ce qui ruinerait la carrière de Davis et celle de Paula. Après ça, Davis demande des comptes à Paula qui lui dit qu'elle veut savoir la vérité. Davis lui avoue alors son alliance qui est maitnenant terminée avec Saxe, ce qui choque Paula. Davis lui explique qu'il était obligé car il a une vidéo de Tariq qui avoue qu'il a tué son père. Paula comprend alors que Tasha couvre son fils pour le meurtre et Davis lui dit ensuite qu'il avait l'intention de faire acquitter Tasha et arrêter Tariq avec l'aide de Saxe. Cependant, Paula refuse d'aider Davis car il lui a menti. Après le procès repris, Cooper Saxe demande alors à faire témoigner Tariq St. Patrick, ce qui plaît à Steven Ott. Tasha appelle son fils pour lui annoncer qu'il a été appelé à la barre mais Tariq raccroche le téléphone d'une manière inquiétante.
Cane reçoit sa livraison de drogue mais il comprend vite que Lil Guap l'a volé de sa famille. Lil Guap lui révèle alors qu'il vient du fournisseur des Tejada Rico Barnes car il cherche de nouveaux distributeurs. Cane comprend qu'il veut se débarrasser de Monet et appelle sa mère mais elle ne répond pas. Il décide alors d'aller directement au bar. En même temps, Rico Barnes arrive à New York, armée avec son équipe. Tariq se rend au bar des Tejada et leur annonce qu'il n'a pas leur argent car il a du l'utiliser pour sa mère. Monet pointe son arme sur Tariq et Diana et Dru eessaient de dissuader leur mère de tuer Tariq mais elle ne veut rien savoir. Tariq décide d'accepter sa punition. Rico Barnes arrive devant le bar et commence à tirer. Tariq sauve Diana en la mettant au sol de force et Monet et Dru se mettent au sol. Dru essaye de riposter en allant chercher son arme mais il prend une balle. Rico et son équipe part et Cane arrive juste après eux et trouve Dru en train d'agoniser et blessé. Les Tejada partent ensuite à l'hôpital. Tariq retrouve Paula Matarazzo qui lui donne son assignation à comparaître et lui annonce que Davis Maclean ne le représentera pas à la barre. De plus, il ne voudra pas défendre le réel assassin, lui montrant la vidéo de Tariq qui avoue avoir tué son père. Elle lui révèle aussi l'alliance de Davis et Cooper Saxe et que Davis compte le piéger. Elle lui annonce finalement qu'elle ne travaille plus pour Davis.
Diana annonce à sa mère, en larmes que Dru est entré au bloc opératoire et qu'il va s'en sortir mais Cane arrive pour rassurer sa famille mais il se prend un gifle de sa sœur et les accusations de sa mère car rien ne serait arrivé si Cane n'avait pas abandonner sa famille. Cane se retrouve avec sa mère et lui dit de s'enfuir avant qu'elle ne le retrouve une bonne fois pour toutes pour le tuer. Cane appelle ensuite Danilo Ramirez pour le voir. Cane retrouve Danilo pour lui demander pourquoi il n'a pas tuer Tariq comme convenu mais Danilo l'insulte d'idiot. Danilo dit que maintenant que Cane n'est plus là, Monet aura beaucoup plus besoin de lui et il prendra sa place, donc Tariq n'est plus un problème pour lui. Cane met un coup de poing à Danilo et ce dernier se retrouve au sol. Cane prend alors l'arme de Danilo et lui tire plusieurs balles.

### Épisode 10:Le cœur des ténèbres
- États-Unis : 3 janvier 2021 sur Starz

- Joseph Sikora : Tommy Egan
- Paton Ashbrook : Jenny Sullivan

Monet Stewart Tejada arrive au lieu de rendez-vous avec Rico Barnes et lui donne son argent, ce qui réjouit le fournisseur. Rico s'excuse pour son attaque et demande comment va Dru. Après ça, Rico fait des avances à Monet qui décide de lui tirer une balle dans la nuque et de l'achever avec plusieurs balles. Monet appelle ensuite Danilo Ramirez pour qu'il puisse se débarrasser du corps mais il ne répond pas. Diana vient ensuite chercher sa mère et les deux femmes se dirigent à l'hopital. En même temps, Cane s'occupe de faire disparaître le corps de Danilo Ramirez dans le lac.
Tariq arrive en courant en cours, habillé avec un costume, avant d'apprendre par Lauren que le cours a été annulé car les professeurs vont interroger des élèves pour l'accident de la piscine. Après ça, Lauren propose à Tariq de l'accompagner au tribunal mais il refuse. Pendant ce temps, les professeurs Reynolds et Milgram interrogent le joueur de basket Everett qui leur raconte la bagarre après le club avec le gang GTG et il cite le nom de Dru, en disant qu'il a dévié l'arme. Carrie essaye d'esquiver le sujet et Everett finit par retirer ce qu'il a dit, sous la pression de Carrie, en disant que c'est Zeke qui a dévié l'arme. Après Everett parti, Zeke demande à parler à Carrie en privé. Une fois seuls, Zeke demande pourquoi elle a parlé de la bagarre à la police mais Carrie se défend en disant que ça ne mènera pas à sa famille et qu'ils ne risqueront rien. Carrie essaye de calmer l'étudiant qui ne veut pas être relié au meurtre et lui dit qu'il ne doit rien dire car ça aggravera les choses. Elle finit par lui dire qu'elle va so'ccuper de tout, avant de l'embrasser. Dans le bureau d'à côté, Jabari fait des recherches sur la famille de Zeke et découvre que Tariq est sur une de leur photo de famille.
À l'hôpital, Cane rend visite à Dru, qui lui demande de partir. Refusant, Cane continue de blâmer Tariq pour tous leurs problèmes mais Dru lui répond que c'est lui le problème à cause de ses mauvaises décisions. Cane se défend en disant qu'il ne voulait que les protéger mais Dru répond que Danilo Ramirez est leur protecteur, ce qui énerve Cane qui laisse ensuite entendre qu'il s'est débarrasser de lui. Après avoir confirmé qu'il a bien tué Ramirez, Dru décide lui aussi de tourner le dos à son grand frère et lui demande de partir. Le procès commence et Cooper Saxe appelle à la barre Tariq. Cooper Saxe commence alors l'interrogation et Tariq finit par impliquer Saxe dans le meurtre de James St. Patrick, en disant qu'il l'a vu sur la scène de crime avec une arme, ce qui met le procureur dans une mauvaise posture. Tariq commence alors à révéler les magouilles de l'officier, en partie lorsqu'il l'a suivi au cimetière ou encore qu'il a a envoyé quelqu'un le droguer. Pour finir, il implique aussi Davis Maclean, disant qu'il était au courant de tout et ce dernier demande un aparté avec la Juge Larkin et Saxe. Davis demande à la juge l'annulation du procès, mais la Juge montre plutôt son indignation et demande des explications aux deux avocats. Mais avant qu'ils ne puissent se défendre, Steven Ott, accompagné de Tameika Washington entre dans le cabinet du juge et demande à la juge de partir, en la menaçant. Une fois les avocats seuls, ils se mettent tous d'accord pour classer l'affaire sans suite si Tasha St. Patrick avoue que Tommy Egan est l'assassin de James St. Patrick. Tasha sera ensuite libérée et placée sous protection si elle donne ensuite des noms des membres de l'organisation d'Egan, ce qu'ils annoncent aux St. Patrick qui acceptent l'offre, au grand dépit de Cooper Saxe.
Après ça, Tasha est sortie de prison et est accueillie par les caméras des chaînes télévisées, Davis Maclean, et sa famille. Tasha donne une interview dans laquelle elle remercie sa famille avant d'aller embrasser ses enfants et sa mère. Tasha se tourne ensuite vers Tariq et lui dit qu'ils vont s'enfuir car elle ne va pas balancer Tommy et qu'ils doivent donc passer à la fac pour qu'il récupère ses affaires, disant aussi qu'elle va gérer Monet. Sur le campus, Riley essaye de parler à Brayden qui l'ignore. Lorsqu'il se retourne enfin, Riley met à nouveau en garde Brayden sur Tariq et sa famille car il peut être dangereux et elle finit par lui dire qu'elle aime toujours, ce que Brayden ne veut pas savoir. Zeke vient voir Tariq pour lui demander où est Dru, ne sachant pas qu'il s'est fait tiré dessus, et il lui apprend par la même occasion ce qu'il s'est passé au club à cause de Cane et lui met en garde car il peut être la prochaine cible des GTG. Après ça, Tariq rejoint Diana et lui annonce que le nom de Dru est sorti durant l'enquête de la bagarre et qu'ils enquêtent maintenant sur Zeke, ce qui met les Tejada dans une mauvaise posture. Tariq pense que Ramirez peut les aider mais Diana lui fait comprendre que Cane l'a surement tué. Diana lui met en garde sur Cane, disant qu'elle ne veut pas qu'il lui arrive quelque chose.
Le lendemain, Tariq reçoit un message de Jabari Reynolds qui veut le voir lorsqu'il croise Brayden qui prend de ses nouvelles et lui annonce aussi que Riley est venu pour l'avertir à nouveau, mais Brayden lui fait comprendre qu'il n'en a rien à faire de ce qu'elle dit. Après ça, Brayden demande à Tariq s'ils vont continuer leur deal à l'Université mais Tariq est réticent. Tariq lui dit ensuite que s'il arrête de vendre, Brayden pourra prendre la relève. Après ça, Tariq se rend dans le bureau de M. Reynolds qui lui demande s'il connaît Dru Tejada. Tariq nie mais Jabari n'y croit pas. Jabari lui dit ensuite qu'il est au courant pour son business à Stansfield et qu'il sait que c'est Dru qui lui fournit et qu'il est surement impliqué dans le meurtre de la piscine. Jabari lui propose ensuite de le mettre à l'abri de tout soupçon concernant l'enquête s'il accepte d'être le personnage principal de son prochain livre, qui parlera de sa vie, et qu'il le payera même s'il le veut. Cependant, ils se font interrompre par le lieutenant Santana.
Tasha se rend au bar de Monet, qui la reconnait immédiatement. Tasha lui demande de laisser Tariq partir et qu'elle paiera sa dette, ce que Monet refuse, disant que toute son organisation a changé pour s'adapter au business de Tariq. Tasha la prend par les sentiments de mère mais Monet lui dit que Tariq peut réfléchir tout seul à ce qu'il veut, étant donné que c'est lui qui est venu la trouver. Monet finit par refuser disant qu'il travaille maintenant pour elle. Les deux femmes se font interrompre par des coups de feu qui touchent Owl, le garde du corps de Monet. Tasha regarde par la fenêtre et voit qu'une voiture démarre en trombe pour s'enfuir. Tasha reconnait immédiatement la voiture, c'est celle de Tommy Egan. A l'université, Tariq range ses affaires avec tristesse lorsque Tasha entre en panique et lui annonce le retour de Tommy. Tariq essaye de gagner du temps pour préparer leur prochain coup et demande à sa mère de lui faire confiance. La mère de famille finit par céder et Tariq lui donne un téléphone prépayée avec son numéro.
En même temps, Monet apprend à son mari ce qu'il vient de se passer au bar et Lorenzo lui dit qu'ils ont maintenant besoin de Cane, ce que Monet refuse. Monet lui demande d'abord à Lorenzo de trouver Danilo Ramirez et en échange, elle part chercher Cane, ce qu'elle accepte par dépit. Monet part donc chercher son fils aîné, armée, et lui demande où est Ramirez et Cane fait une gaffe, disant comprendre à sa mère que Ramirez n'est plus de ce monde. Cane continue à nouveau de blâmer Tariq mais Monet lui répond qu'elle peut faire confiance à Tariq, ce qu'elle ne peut pas avec Cane. Monet part à nouveau déçu de son fils, ce qui met Cane en rogne.
Tariq vient devant la maison de Cash Grant et y trouve la voiture de son ancien parrain. En même temps, il envoie un message à Jabari en disant qu'il est d'accord pour son offre mais qu'il lui faut de l'argent d'abord. Tariq s'assoit ensuite sur la voiture de Tommy lorsqu'il le voit sortir, en saluant Cash. Tommy voit alors Tariq et lui fait vite comprendre qu'il est toujours remontée contre lui et Tasha, disant qu'il ne va pas la rater la prochaine fois qu'il la verra. Tommy dit à Tariq qu'ils ne sont plus de la même famille depuis que Tasha et lui les ont trahis Ghost et lui mais Tariq explique que Ghost allait balancer Tariq pour le meurtre de Ray Ray et Tasha pour le meurtre de LaKeisha Grant. Tariq propose alors à Tommy un plan pour pouvoir le débarrasser de la police, et Tommy accepte de l'écouter. Pendant qu'il fait l'amour avec Jenny Sullivan, Cooper Saxe apprend que Tommy Egan est de retour.
Le lendemain, Tasha St. Patrick et la police tendent un piège à Tommy Egan pour pouvoir l'arrêter mais lorsque ce dernier essaye de s'enfuir en voiture, le guet-apens finit en accident lorsque Tommy fonce sur un chantier et sa voiture explose à deux reprises. Le FBI et Tasha comprennent alors que Tommy Egan est mort dans l'explosion. Le soir, Tariq retrouve Jabari Reynolds qui lui donne l'argent et ce dernier en profite pour lui poser des questions sur le meurtre de la piscine, pensant que c'est Dru Tejada. En entendant le nom de son petit-frère, Cane déboule et tire sur Jabari, pensant que Tariq allait balancer Dru. Cane est décidé à tuer Tariq et le professeur mais Tariq utilise la stupidité de Cane pour l'embrouiller et se sauver la mise, pendant que Jabari perd son sang. Tariq lui propose alors d'achever Jabari et de s'enfuir comme ça ils ne seront pas connectés à tous les évènements récents, ce que Cane accepte. Cane donne alors l'arme à Tariq pour qu'il tue le professeur, ce qu'il fait en lui achevant d'une balle de la tête. Au même moment, Carrie Milgram reçoit un mail de Jabari Reynolds, qui lui donne rendez-vous le lendemain.
Le lendemain, Davis Maclean propose à Cooper Saxe, qui a maintenant perdu son travail, de travailler pour lui, ce qu'il accepte avec joie, voyant la somme d'argent qu'il peut gagner. Tariq reçoit un appel de Tommy Egan qui leur demande si leur plan a bien marché, ce que Tariq confirme. On comprend alors que leur plan était de faire croire aux fédéraux que Tommy est mort pour qu'il puisse s'enfuir. Tommy lui annonce alors qu'il va quitter la ville et lui fait ses adieux mais en réalité, Tommy se trouve devant l'Université et attend. Tariq retrouve alors à sa mère au cimetière qui fait ses adieux à Raina pour pouvoir s'enfuir et Tommy l'a suivi jusqu'ici. Mais Tariq apprend que sa petite sœur ne va pas venir avec eux et qu'elle vivra chez sa grand mère. Cependant, des voitures du FBI arrivent et embarquent Tasha pour la mettre sous protection fédérale, une demande fait par Tariq, ce que Tasha ne savait pas. Il se justifie en disant qu'il veut juste la protéger. Tasha accepte alors de se séparer de son fils et prend son fils dans ses bras avant de monter dans la voiture de police et quitter le cimetière.

## Production
- Le 26 juillet 2019, Starz annonce la commande directe en série avec l'annonce que Mary J. Blige rejoint le casting de la série. Quelques mois plus tard, le 14 janvier 2020, il est annoncé que Method Man rejoint également le casting de la série.
- Le 9 février 2020, jour du dernier épisode de la sixième et dernière saison de Power, la productrice de la série, Courtney A. Kemp, dévoile la création officielle de la série avec le retour de certains personnages du Power original dans le spin-off, dont Michael Rainey Jr. (Tariq St. Patrick), Shane Johnson (Cooper Saxe) et Naturi Naughton (Tasha St. Patrick). Les acteurs Gianni Paolo et Quincy Tyler Bernstine, déjà apparus dans la série originale en tant que récurrents, sont annoncés au casting de la série en tant que personnages principaux. Sept nouveaux acteurs sont dévoilés au casting de la série en tant que personnages principaux : Daniel Bellomy, Paige Hurd, Melanie Liburd, Justin Marcel McManus, Woody McClain, Lovell Adams-Gray et LaToya Tonodeo.
- En juillet 2020, il est annoncé que les acteurs Sherri Saum et Shalim Ortiz rejoignent le casting en tant que personnages récurrents.
- Le tournage a commencé fin 2019 et s'est achevée au second semestre 2020. Entre-temps, à cause de la pandémie du Covid-19, le tournage de la saison 1 a été mis en suspens le 14 mars 2020. Le tournage a repris une semaine après.
- Censée être diffusée en continu pendant 10 semaines, la saison 1 est finalement diffusé du 6 septembre 2020 au 3 janvier 2021. Cette pause est dû a la crise sanitaire du coronavirus qui a retardé le tournage des derniers épisodes, forçant Starz a mettre en suspens la diffusion de ses épisodes le temps de terminer le tournage de la saison.